# Wittmund (gemeente)
Wittmund is een gemeente in de Duitse deelstaat Nedersaksen, gelegen in het Landkreis Wittmund. De stad telt 20.405 inwoners.. Bevolkingsstatistieken, uitgesplitst per stadsdeel, worden niet bijgehouden.
Een naburige stad is Wilhelmshaven, ten oosten van de gemeente.

## Ligging en infrastructuur
Wittmund ligt tussen Aurich en Jever in het historische gebied Harlingerland van Oost-Friesland.
De bodems en landschappen binnen de gemeente variëren van noord naar zuid sterk. In het noorden, waar Wittmund aan de Waddenzee grenst,  overheerst laag polderland; dit gebied is in de periode tot plm. 1540 door inpoldering teruggewonnen op de Waddenzee. Hier en daar is de kleigrond geschikt voor de fabricage van bakstenen. Meer zuidelijk overheersen laagvenen, en nog zuidelijker hoogveen en meer dan 5 meter boven zeeniveau uitstekende zandgrond, in dit deel van Duitsland Geest genaamd.

### Naburige gemeenten
- In het noordwesten, in de Samtgemeinde Esens, in de Landkreis Wittmund :
  - Dunum
  - Stedesdorf
  - Werdum
  - Neuharlingersiel
- In het noordoosten: Wangerland
- In het oosten: Jever, evenals Wangerland gelegen in de Landkreis Friesland, die historisch met Oldenburg verbonden is
- In het zuiden: Friedeburg
- In het westen: Aurich.

### Infrastructuur
De belangrijkste verkeersader van de gemeente is de Bundesstraße 210 Aurich - Jever - Schortens. Voorbij Schortens, en 18 km ten oost-zuidoosten van  Wittmund, kruist deze op afrit 5 de Autobahn A29. Vanaf Wittmund  loopt een van de kortste Bundesstraßen van  Duitsland, de B 461 noordwaarts naar Harlesiel en de veerboot naar Wangerooge.
Wittmund heeft, evenals Burhafe, een station aan het spoorlijntje Wilhelmshaven-Sande-Schortens-Jever-Wittmund-Burhafe-Esens v.v., de onder Ostfriesische Küstenbahn nader beschreven Spoorlijn Emden - Jever. Ieder uur stopt er een stoptrein.
Streekbuslijn 480 rijdt dagelijks van Jever via Asel en Wittmund over de B 210 naar Aurich v.v.. Dit is de enige busverbinding van betekenis in de regio. Gegevens over de frequentie van deze buslijn zijn helaas alleen voor inwoners van aan de buslijn gelegen plaatsen beschikbaar.
Voor scheepvaart zie: Carolinensiel.

## Delen van Wittmund
Aangegeven  is de ligging  t.o.v. het centrum van de  stad  Wittmund. 5 NW betekent: 5 kilometer ten noordwesten  van Wittmund.
- Ardorf 10 WZW
- Asel 3 O
- Blersum 3,5 NW
- Berdum 6 N en dan 1 O
- Burhafe (6 NW ; niet te verwarren met Burhave, gemeente Butjadingen)
- Buttforde 3 N van Burhafe
- Carolinensiel 14 N; Harlesiel ligt nog 2 km verder naar het N
- Eggelingen 5 NO
- Funnix 6 N, incl. Altfunnixsiel (9 N) en Neufunnixsiel (12 N)
- Hovel 3 W van Leerhafe
- Leerhafe 4 Z, met het nog 2 km verder Z gelegen Rispel
- Uttel 2 NW, incl. Nenndorf, aan de noordzijde van de stad vastgebouwd
- Willen 4 WZW
- Wittmund-stad

## Economie
Relatief veel inwoners van de gemeente hebben een werkkring in omliggende gemeenten, vooral Wilhelmshaven. De gemeente Wittmund behoort tot de overheden, die participeren in het te Wilhelmshaven ontwikkelde havenproject JadeWeserPort.

### Bedrijven
Op een industrieterrein aan de oostrand van Wittmund is een van de elf Duitse plasticfabrieken van het Zwitserse concern Rehau gevestigd. Er werken enkele honderden mensen. Dit is tevens de enige fabriek van betekenis in de gemeente Wittmund. Verder zijn aldaar vele kleine ondernemingen in uiteenlopende branches gevestigd, die als midden- en kleinbedrijf van lokaal en regionaal belang kunnen worden beschouwd.
De agrarische sector (vooral de melkveehouderij en de verbouw van veevoedergewassen) is, zoals overal in Oost-Friesland, nog van betekenis. In het zuidelijke deel van de gemeente is de grond vruchtbaar genoeg voor verbouw van granen. De tot plm. 1970 vooral te Harlesiel nog belangrijke zeevisserij op de Waddenzee behoort nagenoeg geheel tot het verleden.

### Dienstensector

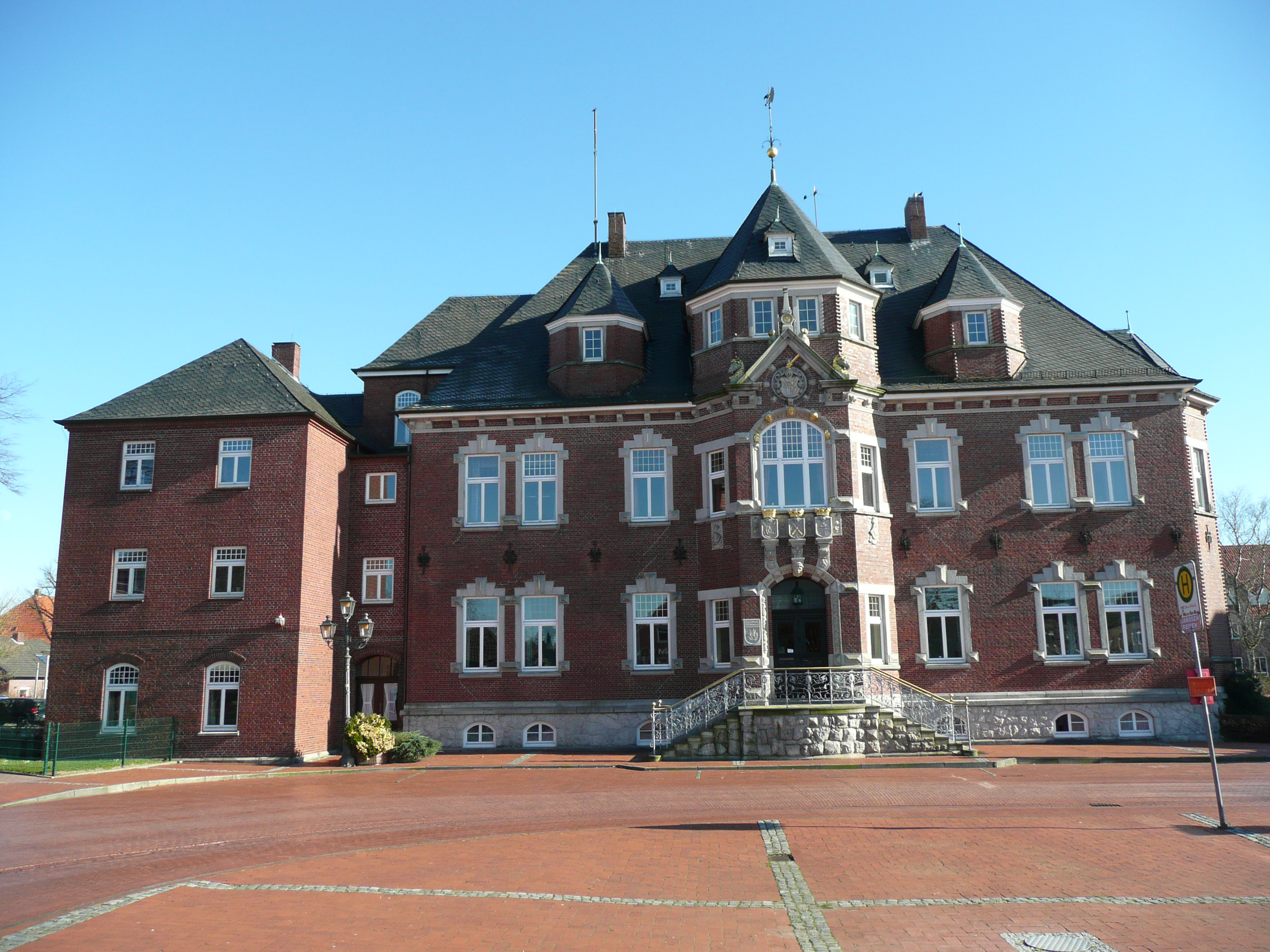
Kreishaus (kantoor van het Kreis-bestuur; bouwjaar 1901)
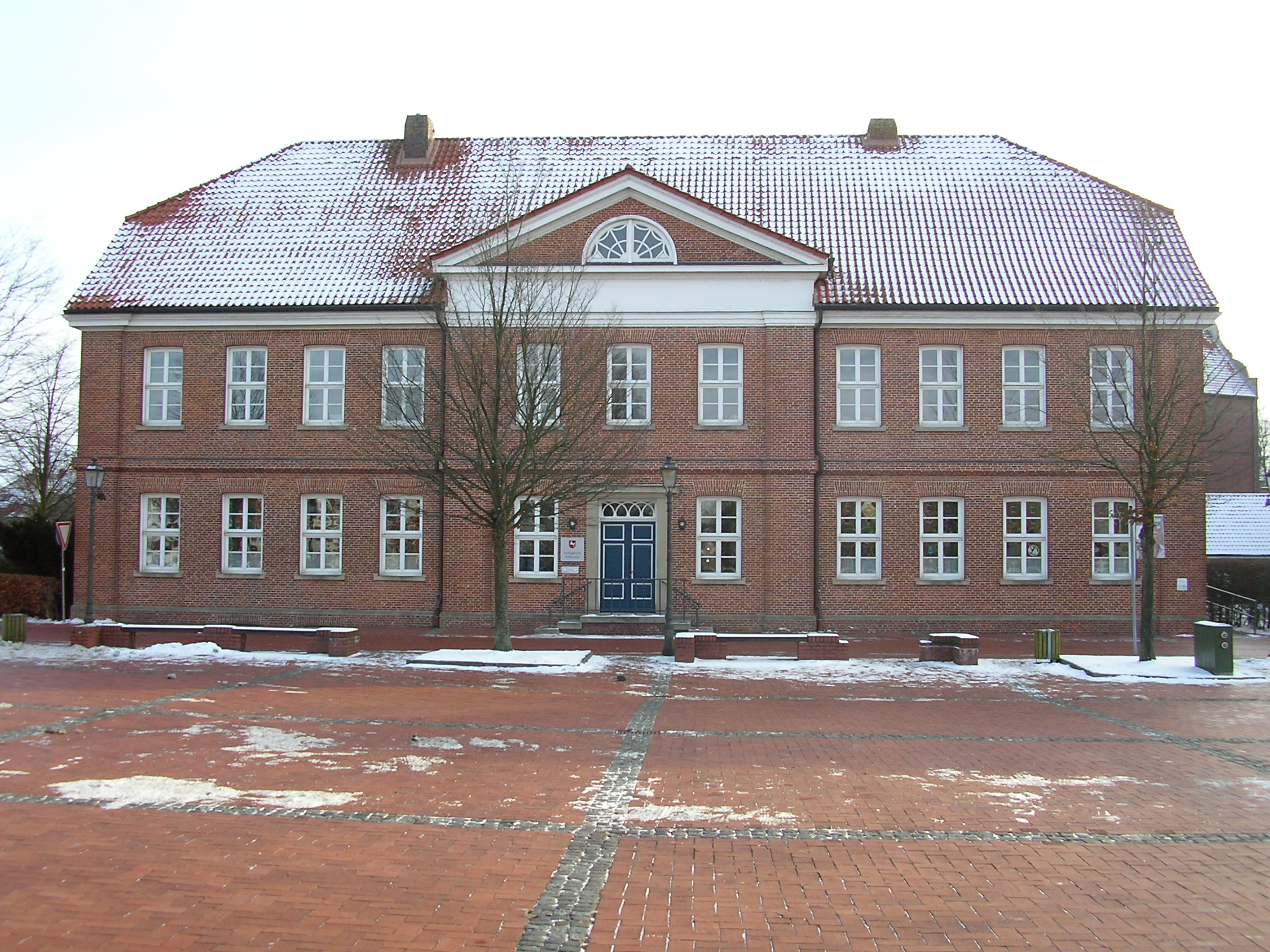
Het Amtsgericht (bouwjaar 1827)
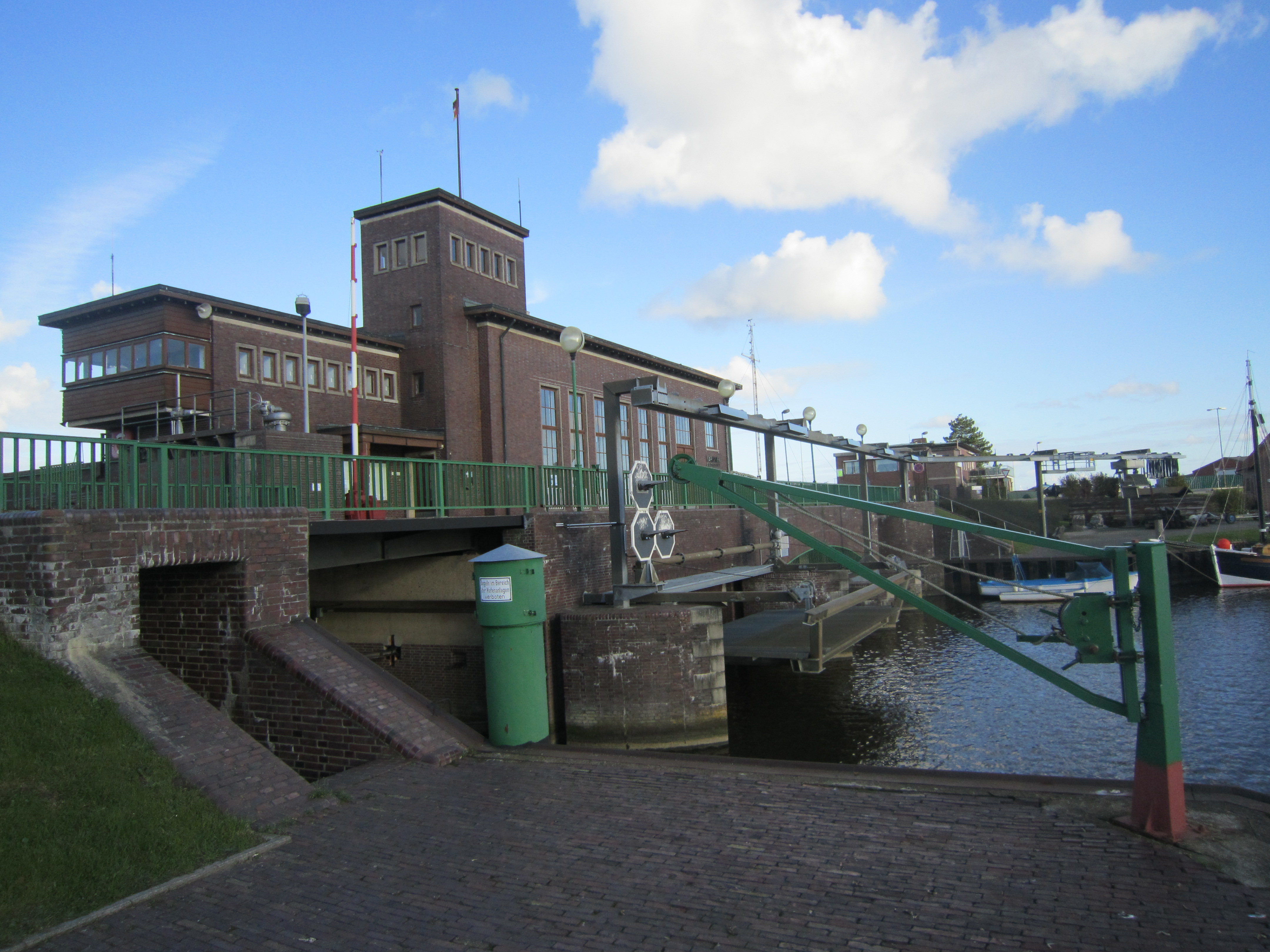
Gemaal te Harlesiel bij de Waddenzeekust (buitendijks)

- Het toerisme, vooral vanwege kust- en strandtoerisme in en rondom Carolinensiel, is van sterk toegenomen belang. Op grond van een daartoe strekkend besluit van de regering van de deelstaat Nedersaksen mogen de plaatsen Carolinensiel en Harlesiel zich sinds 7 oktober 2021 Nordseeheilbad noemen. Het zijn zodoende kuuroorden geworden. Ook het fietstoerisme in de gemeente groeit.
- De stad is zetel van een Amtsgericht. Het rechtsgebied van het gerecht komt overeen met het Landkreis Wittmund. Hoger beroep kan worden ingesteld bij het Landgericht in Aurich, in familiezaken bij het Oberlandesgericht in Oldenburg.
- De stad Wittmund is een Kreisstadt, zodat er een Kreisverwaltung (regionaal bestuur) kantoor houdt.
- Te Wittmund is ook een belangrijk, regionaal kantoor van het kadaster gevestigd.
- Te Wittmund is een kazerne van de Duitse luchtmacht, en bij Ardorf ligt het 6 km ZW van Wittmund gelegen militaire vliegveld, Fliegerhorst Wittmundhafen, ICAO-code  ETNT, met een asfaltpiste van 2.440 × 30 m.   Het was in de Tweede Wereldoorlog in gebruik bij de Luftwaffe, werd verwoest en in 1950 door de Engelsen voor de Royal Air Force in NAVO-verband herbouwd, en is sinds 1963 bij de Luftwaffe van de Bundeswehr in gebruik.
- Het plaatselijke ziekenhuis heeft circa 150 bedden en circa 250 medewerkers. Bijzonder is, dat de voertaal in het ziekenhuis, naast gewoon Duits, Oostfries Nedersaksisch is. Het gebruik van dit Platduitse dialect wordt in het ziekenhuis sterk gestimuleerd.

## Geschiedenis
Zie ook de artikelen over de tot de gemeente behorende dorpen.

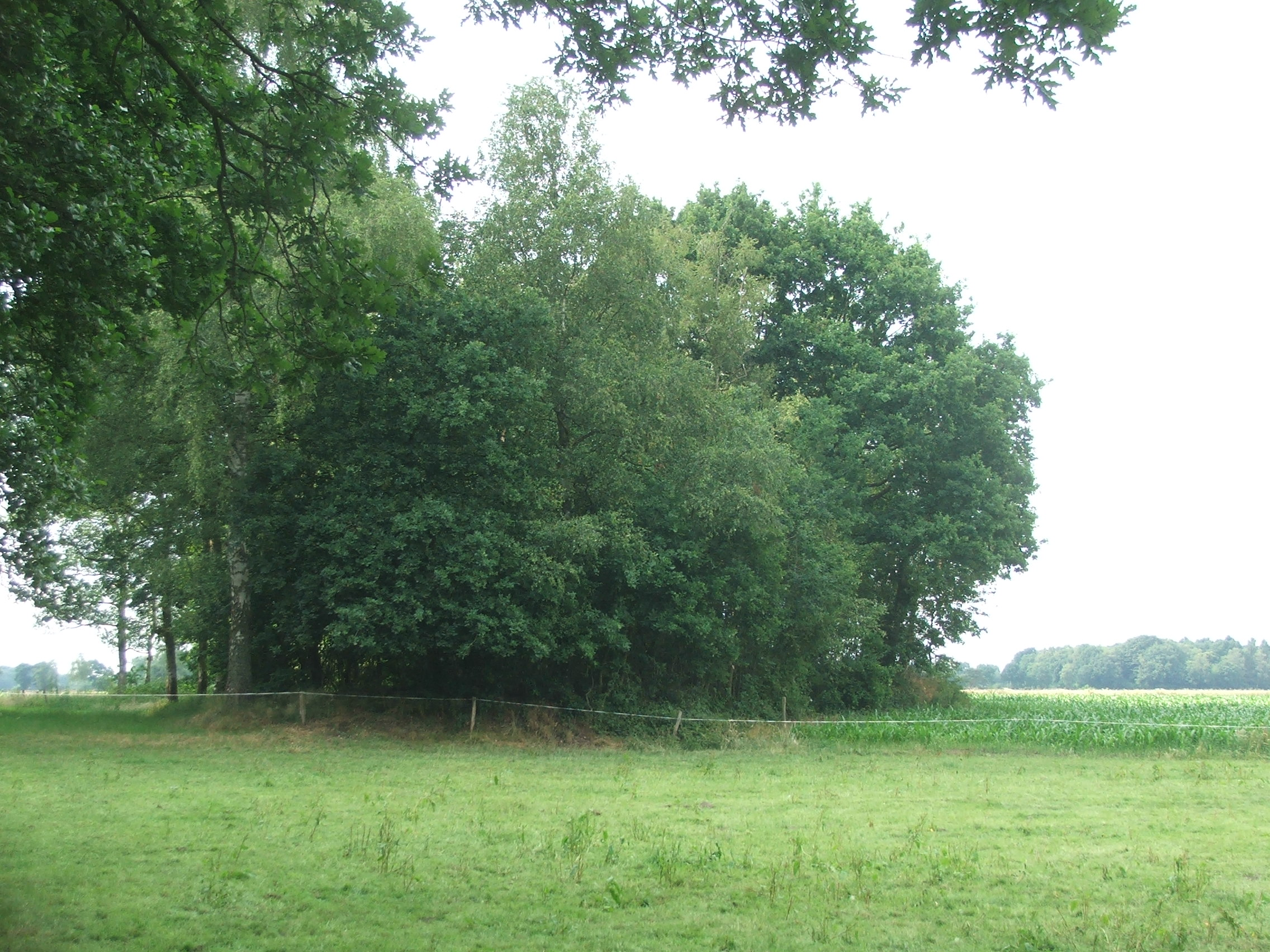
Grafheuvel bij Rispel
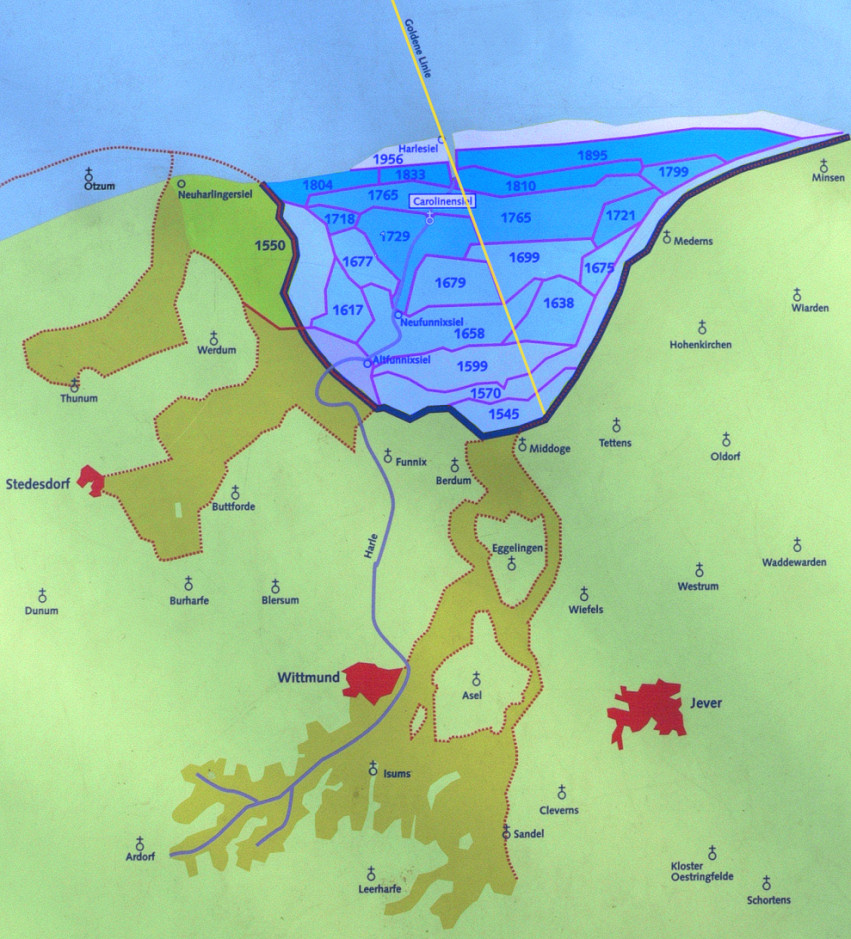
Kustlijn Harlebucht omstreeks 1545

De zandgronden in het zuiden van de gemeente zijn al, zo is uit archeologisch onderzoek gebleken, sedert de Oude Steentijd bewoond. Ook mensen van de Trechterbekercultuur hebben in het uiterste zuiden van de gemeente, bij Leerhafe en Rispel, sporen van bewoning achtergelaten. De ca. 100 grafheuvels bij Rispel, waarvan er drie bewaard zijn gebleven, stammen uit de Bronstijd. Oude paden uit deze periode werden tot in de historische tijd gebruikt en ontwikkelden zich in de vroege middeleeuwen tot handelswegen tussen de kust en meer zuidelijke streken.
In een aan de abt Hadamar (midden 10e eeuw) van de Abdij van Fulda gerelateerde lijst van aan dit klooster belastingplichtige plaatsen wordt een plaats Witmuntheim in Friesland vermeld. Of dit het huidige Wittmund of een niet meer bestaande plaats in de huidige Nederlandse provincie Friesland betreft, is onzeker. In de middeleeuwen ontstonden in het gemeentegebied enige kloosters van verschillende kloosterordes.
De streek had in de middeleeuwen veel te lijden van landverlies door stormvloeden, waaronder de Sint-Marcellusvloed (1362), die de monding van het riviertje de Harle tot een baai deden uitgroeien. Zie bovenstaand kaartje. Ook de donkerder bruin gekleurde gemarkeerde gebieden waren in de middeleeuwen tijdelijk overstroomd; Asel en Eggelingen zijn enige tijd eilandjes in deze Harlebucht geweest. Op het kaartje zijn ook de jaartallen van de "herovering" op de zee door inpoldering, na 1545, aangegeven. De Goldene Linie geeft de in 1666 vastgelegde grenslijn aan tussen Oost-Friesland en het tot Graafschap Oldenburg behorende gebied, de latere Landkreis Friesland (zie: Harle).
In de 14e eeuw begon voor Harlingerland en dus ook voor Wittmund de periode van bestuur door, en onderlinge strijd van, hoofdelingen. Eerst heerste er een geslacht Kankena, daarna de familie Tom Brok. Deze stond de Victualiënbroeders toe, vanuit de haven van Wittmund, dat in die tijd aan zee lag, zeeroverij te bedrijven. In 1400 veroverden soldaten uit Hamburg de dertig jaar eerder gebouwde combinatie van kerk en kasteel (Wittmunder Burg), om aan deze kaperij een eind te maken. Van belang voor Wittmund was ook de overwinning in 1427 van Focko Ukena (met ondersteuning door de Kankena's uit Wittmund) op Ocko II tom Brok in de Slag op de Wilde Ackers. Vanaf 1433 verkreeg het geslacht Cirksena de overhand. Ulrich I van Oost-Friesland verleende zijn neef, Sibet Attena, in 1454 als zijn leenman de heerschappij over Harlingerland, dus ook over de in 1461 herbouwde burcht van Wittmund. Hoofdplaats van deze heerlijkheid werd Esens. In 1464 werd Ulrich Cirksena graaf van het Graafschap Oost-Friesland.
In 1522 kwam Harlingerland tijdelijk in handen van de omstreden Balthasar Oomkens van Esens, die vruchteloos oppositie voerde tegen de hegemonie der Cirksena's. Na zijn dood in 1540 erfde het Graafschap Rietberg het Harlingerland. In 1567 verleende Agnes, gravin van Rietberg, aan Wittmund stadsrechten. Vanaf de 16e eeuw werd de Harlebucht geleidelijk ingepolderd. In het nieuwe land verrezen ruime boerderijen, waaronder de eerste Gulfhäuser (zie: Oldambtster boerderij). In de 16e eeuw deed ook de reformatie haar intrede; sedertdien is de meerderheid van de christenen in de gemeente evangelisch-luthers.
Na deze tijd eisten nog enige stormvloeden een hoge tol aan verlies van mensenlevens en vee, o.a. de Kerstvloed van 1717. Onder andere te Berden en Funnix vielen honderden doden. Ook de Stormvloed van 1825 kostte een aantal mensen en veel vee het leven.
In 1744 kwam het gebied aan het Koninkrijk Pruisen, dat tegen het eind van de 18e eeuw begon met het ontginnen van de uitgestrekte Oost-Friese veengebieden. In deze tijd ontstonden de veenkoloniën, in Wittmund alleen in de buurt van Rispel. Ook zorgden de Pruisen voor betere dijken en sluizen in de polders in het noorden.
Van 1806 tot 1811 lag het gebied in het Koninkrijk Holland, een marionettenstaat van Napoleon Bonaparte. Na diens val in 1815 kwam Wittmund aan het Koninkrijk Hannover, vanaf 1866 weer aan Pruisen en vanaf 1871 aan het Duitse keizerrijk. Tijdens de Eerste Wereldoorlog, in 1916, brandde het zuidelijke deel van het Wittmunder Wald af. Het vrijkomende terrein werd dadelijk ingericht als militaire basis, in de begintijd voor zeppelins, uiteindelijk voor de Luftwaffe van Adolf Hitlers Derde Rijk. Vanaf de jaren 1920 was extreemrechts politiek in de meerderheid in dit gebied. Tegen het nationaalsocialisme bestond weinig oppositie. Gedurende de Tweede Wereldoorlog waren er verspreid door de gemeente enkele kleine werkkampen. Krijgsgevangenen uit diverse landen, onder wie ook circa 20 Belgen, moesten er dwangarbeid als boerenknecht verrichten.
Op 7 mei 1945, bij het einde van de oorlog, waren de geallieerden nog niet tot Wittmund doorgedrongen. Zij bezetten de stad enkele dagen later. Aanvankelijk kon de teruggang van werkgelegenheid in met name de landbouw worden gecompenseerd, doordat rond 1954 in een voormalige marinekazerne te Roffhausen, gemeente Schortens, dichtbij Wittmund, de firma Olympia een grote fabriek van schrijfmachines opende, waar in 1957 12.000 mensen werkten. Deze fabriek sloot haar poorten in 1991 weer. In 1961 werd de luchtmachtbasis heropend. Vanaf 1956 werd te Carolinensiel het strandtoerisme ontwikkeld. In 1972 vond de gemeentelijke herindeling plaats, waarbij de bestaande gemeente Wittmund werd uitgebreid met 13 omliggende kleine plattelandsgemeenten.

## Bezienswaardigheden

### Oude kerken
De gemeente ligt in Oost-Friesland, een regio die beroemd is vanwege de vele oude dorpskerkjes, vaak gebouwd op een warft en daterend uit de middeleeuwen:

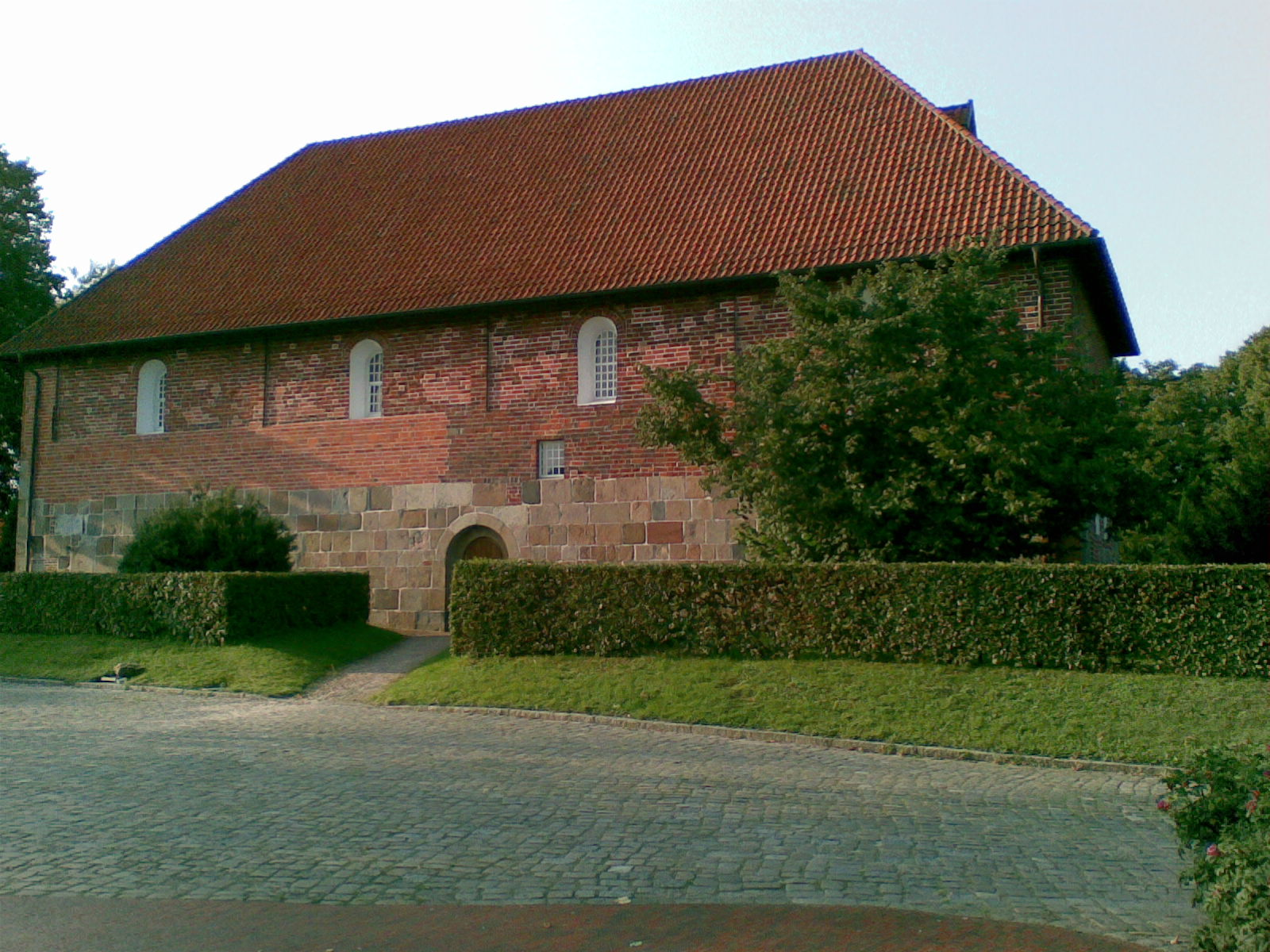
Kerk te Ardorf
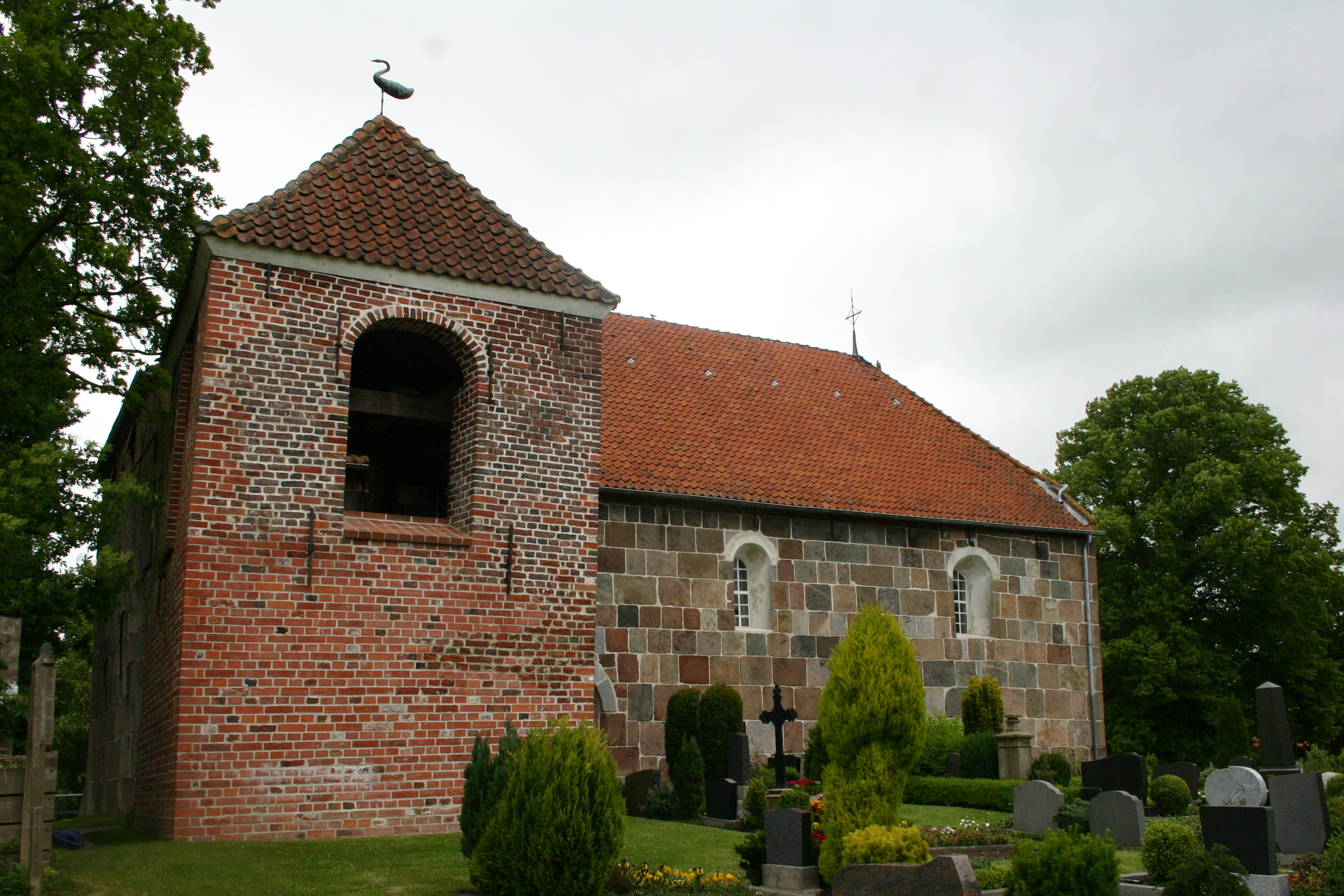
Kerk te Asel
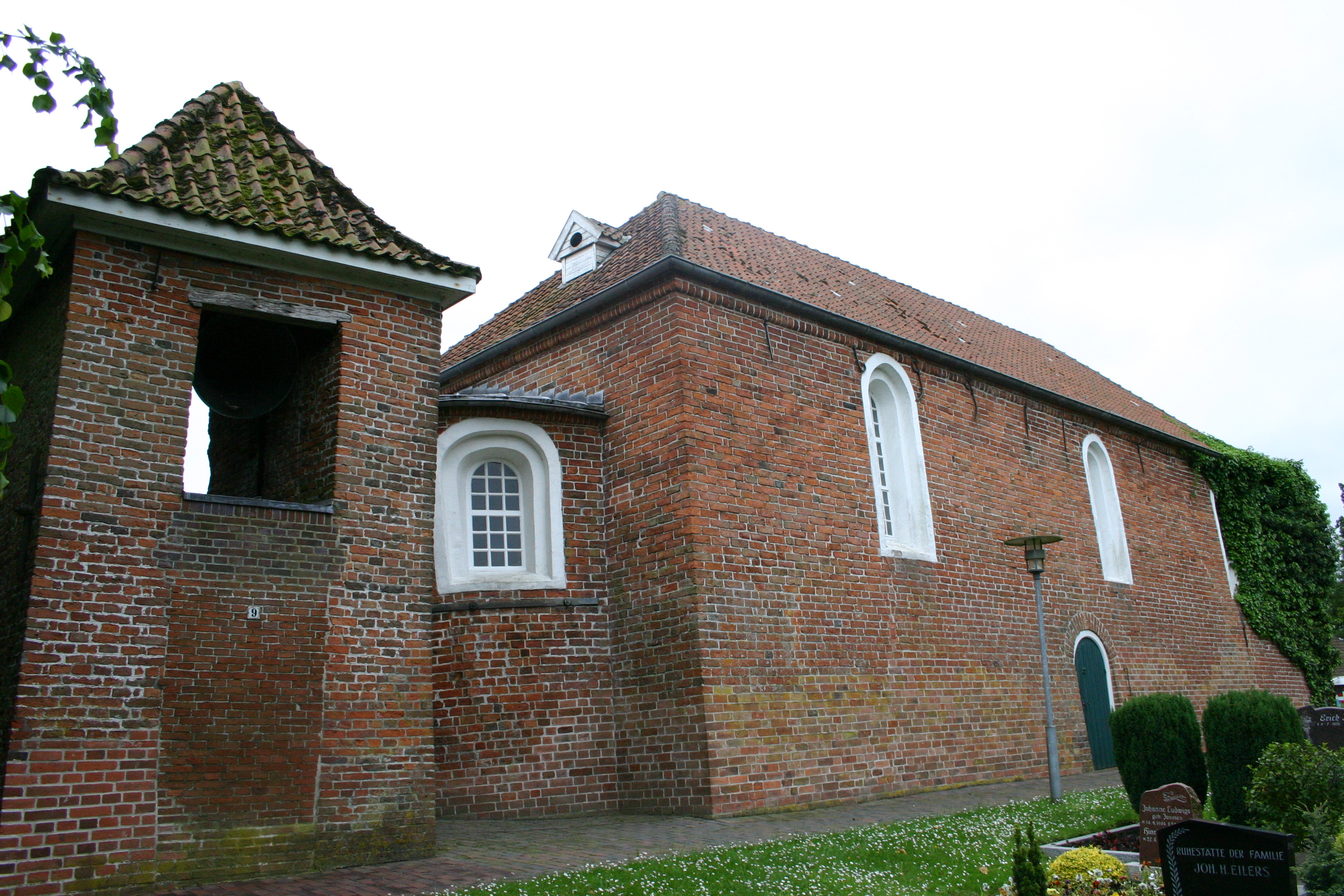
Kerk te Blersum
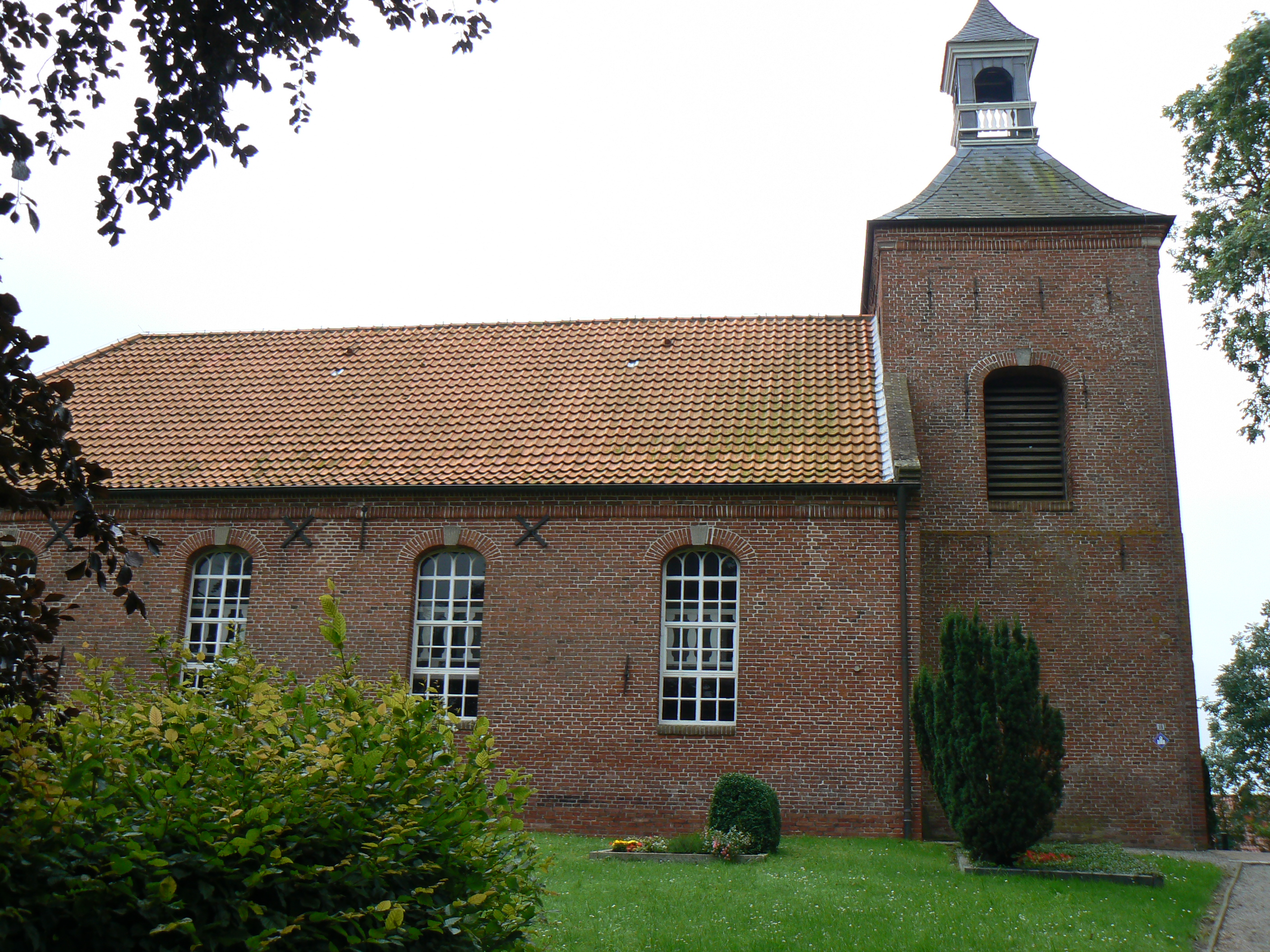
Kerk te Berdum
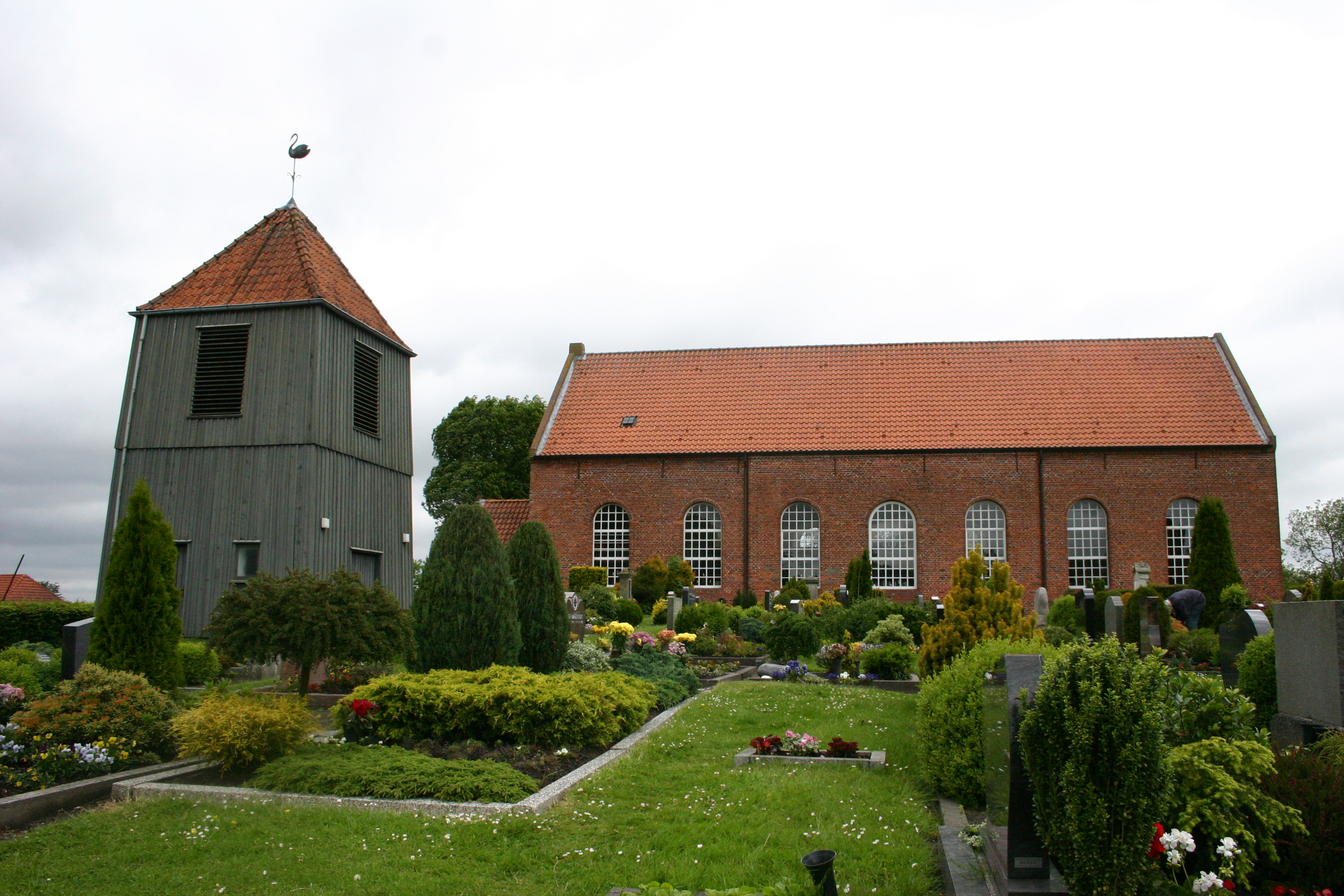
Kerk te Burhafe
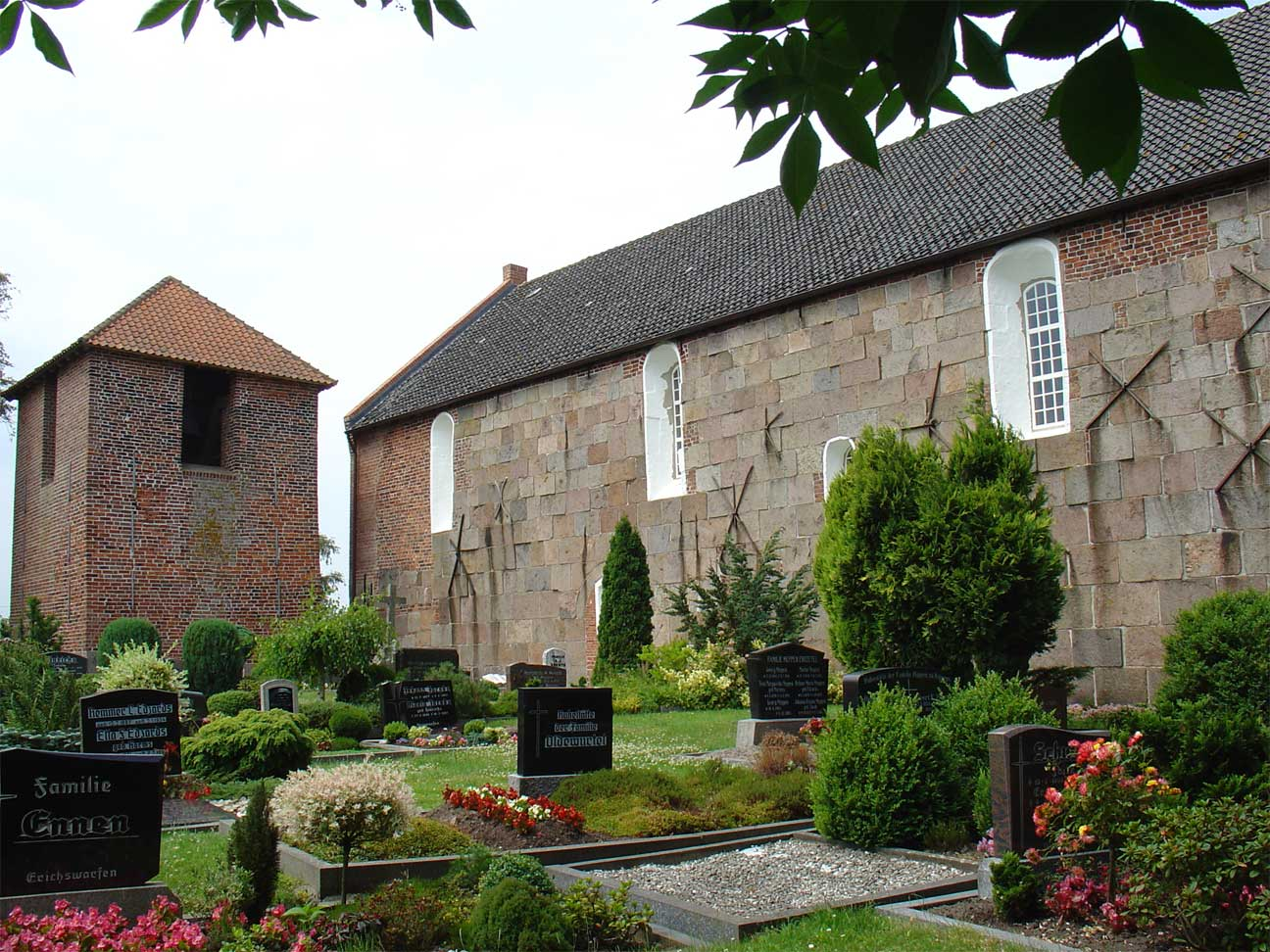
Kerk te Buttforde
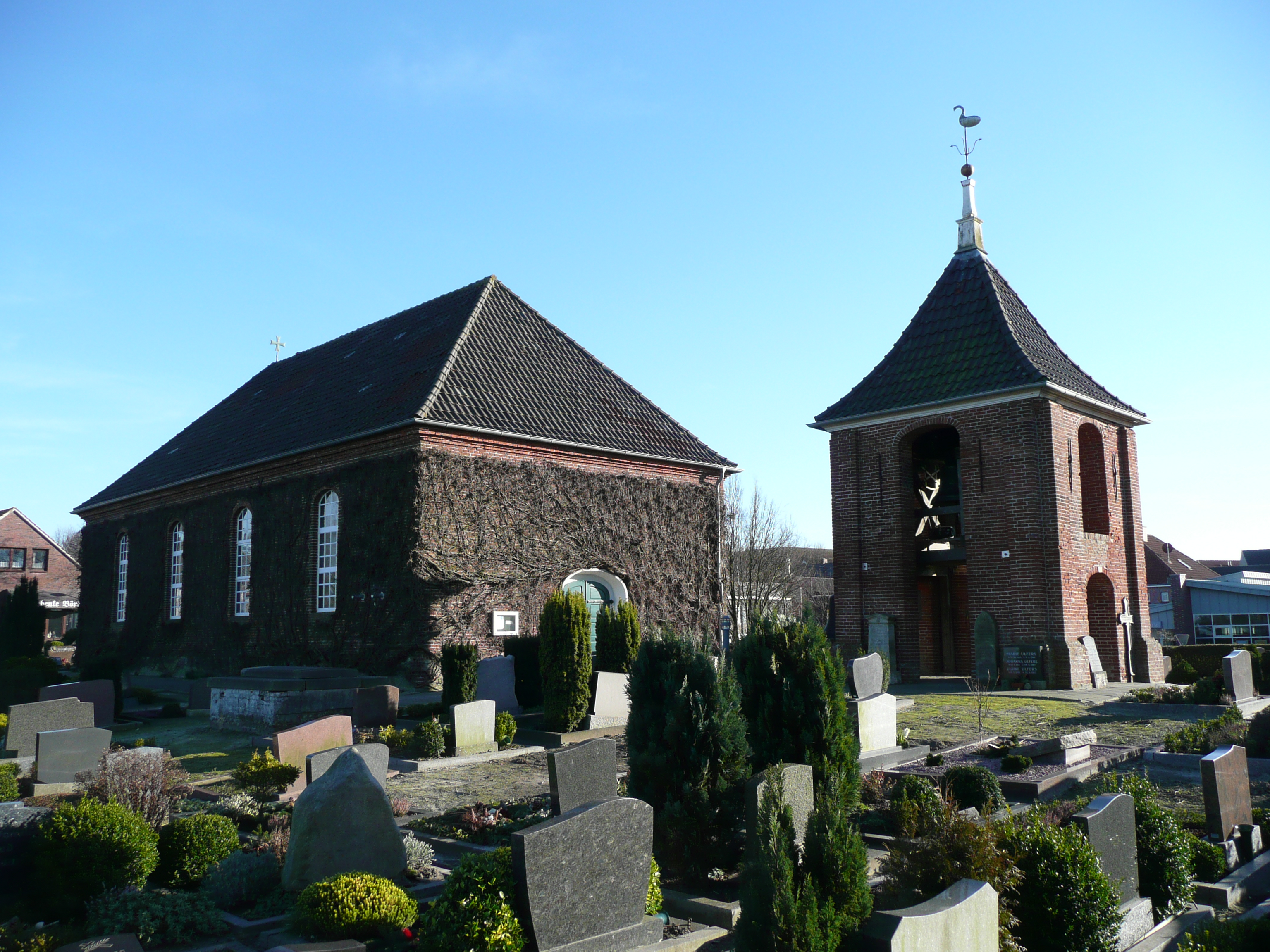
Kerk te Carolinensiel
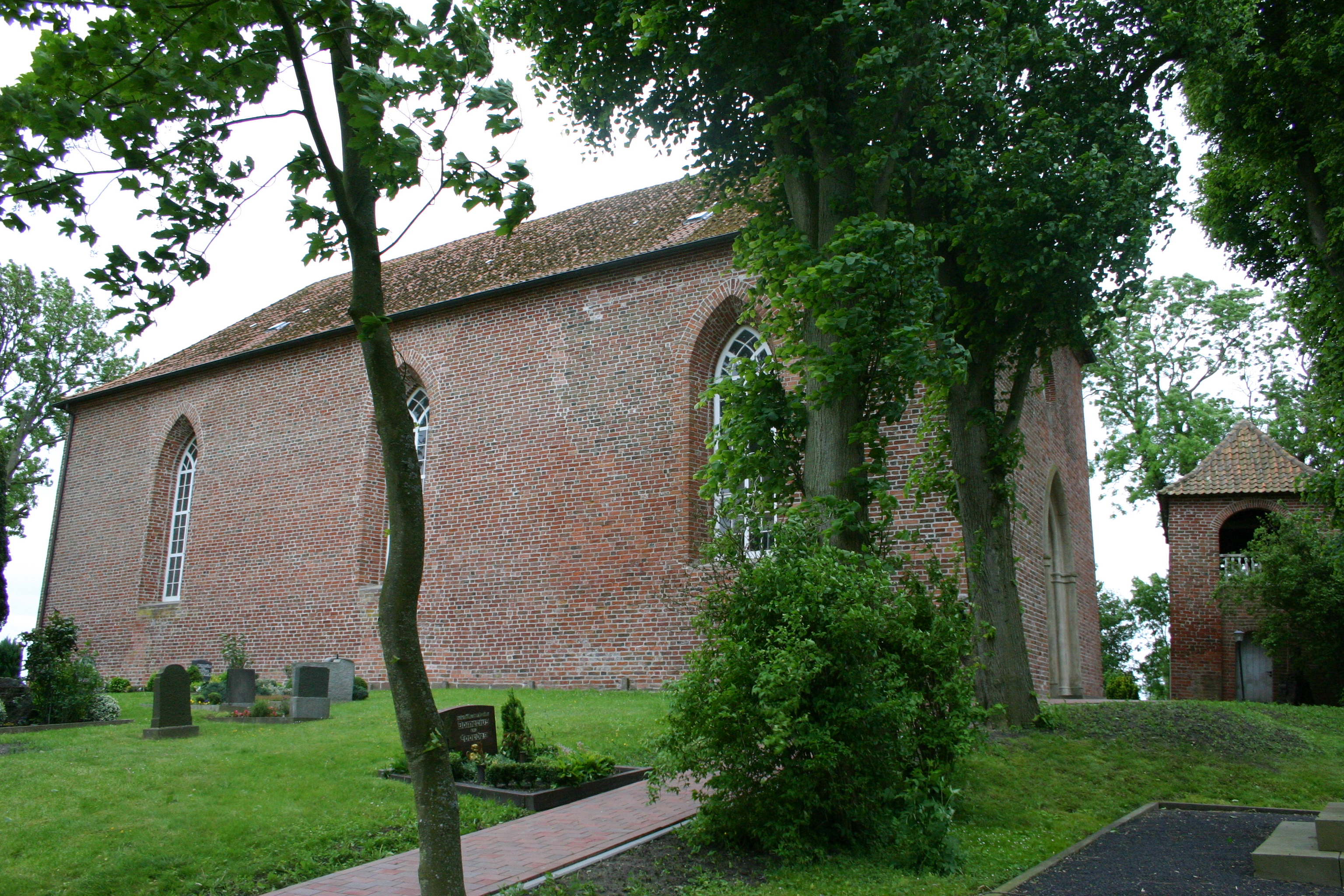
Kerk te Eggelingen
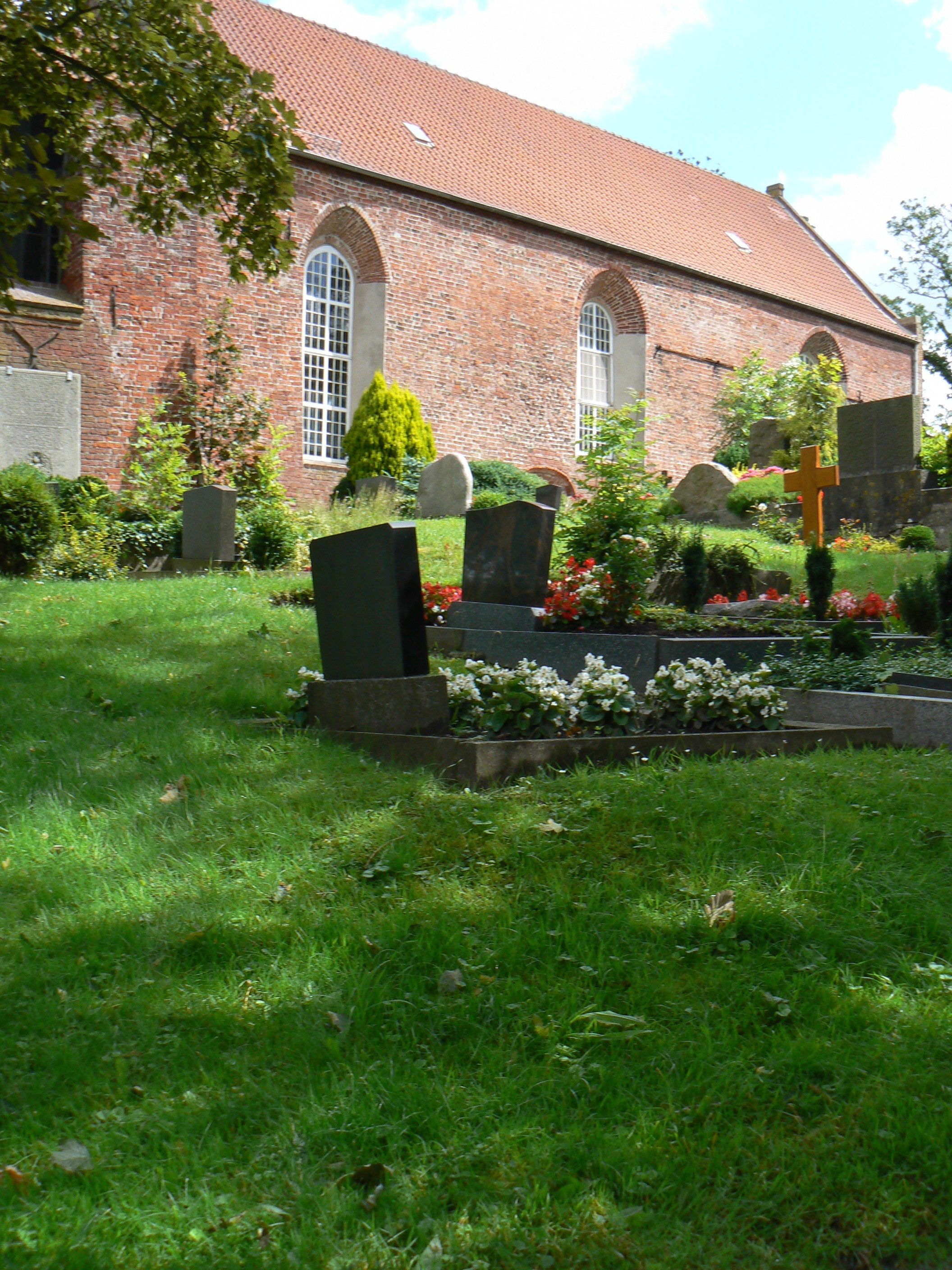
Kerk te Funnix
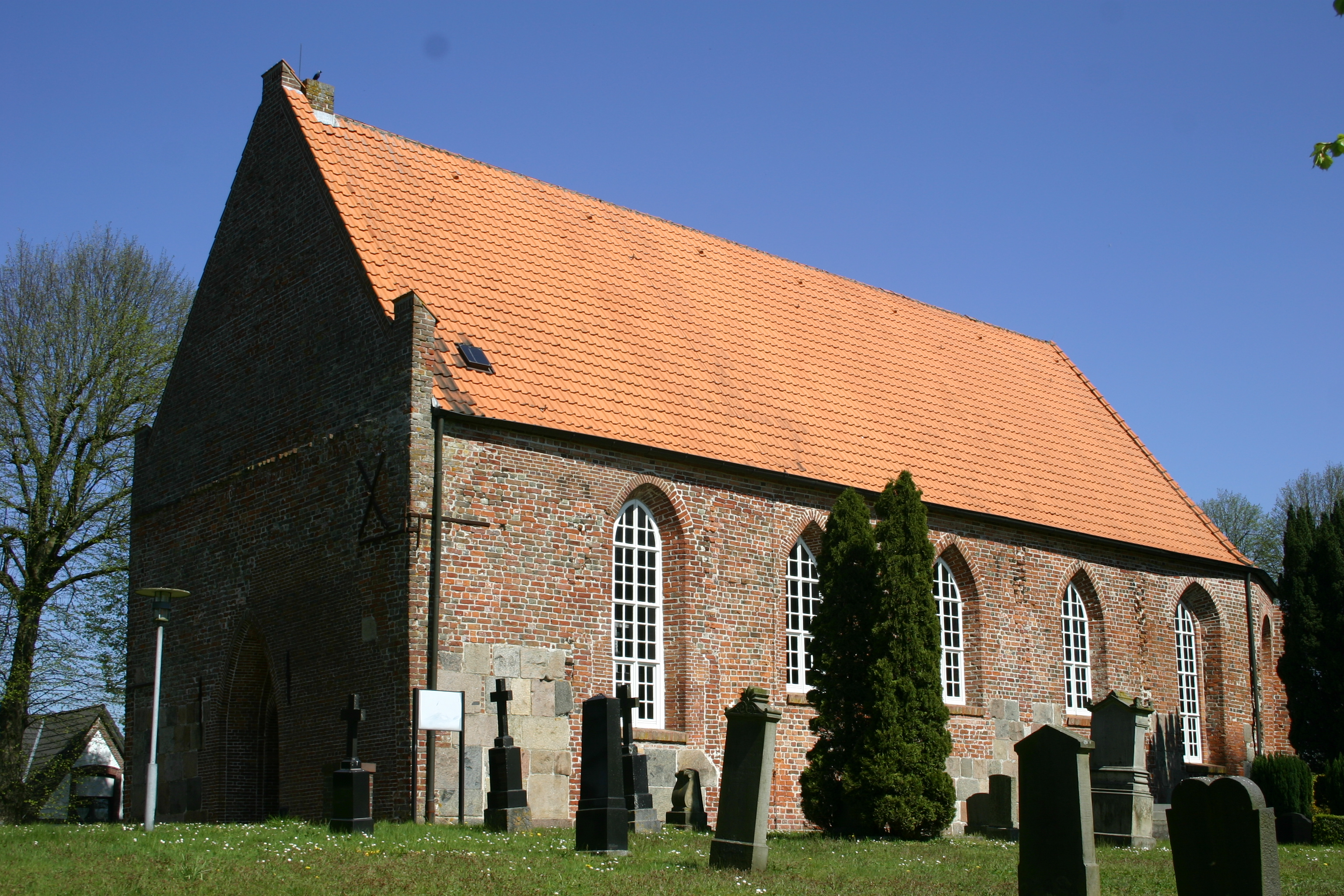
Kerk te Leerhafe
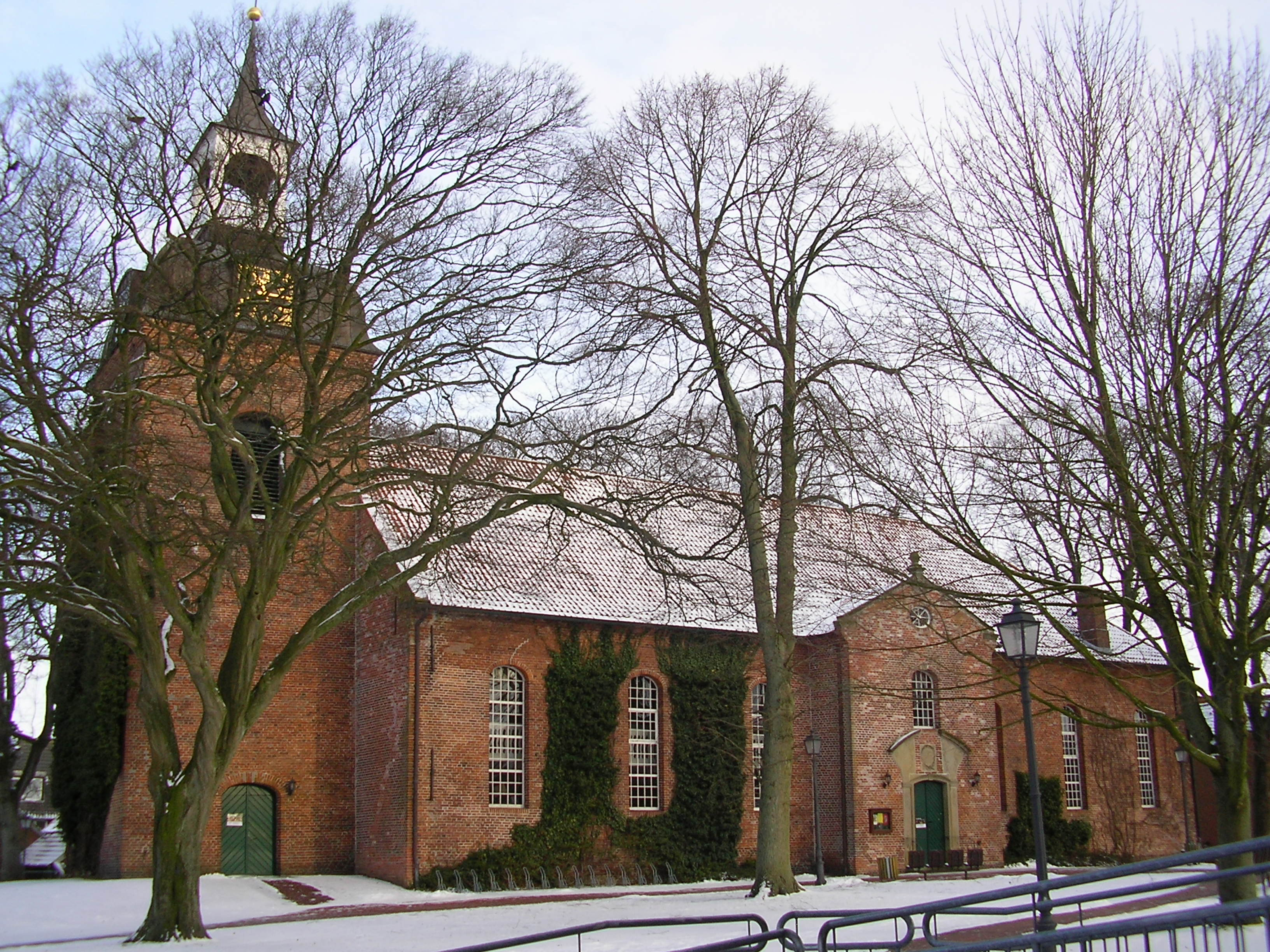
St. Nicolaaskerk, Wittmund
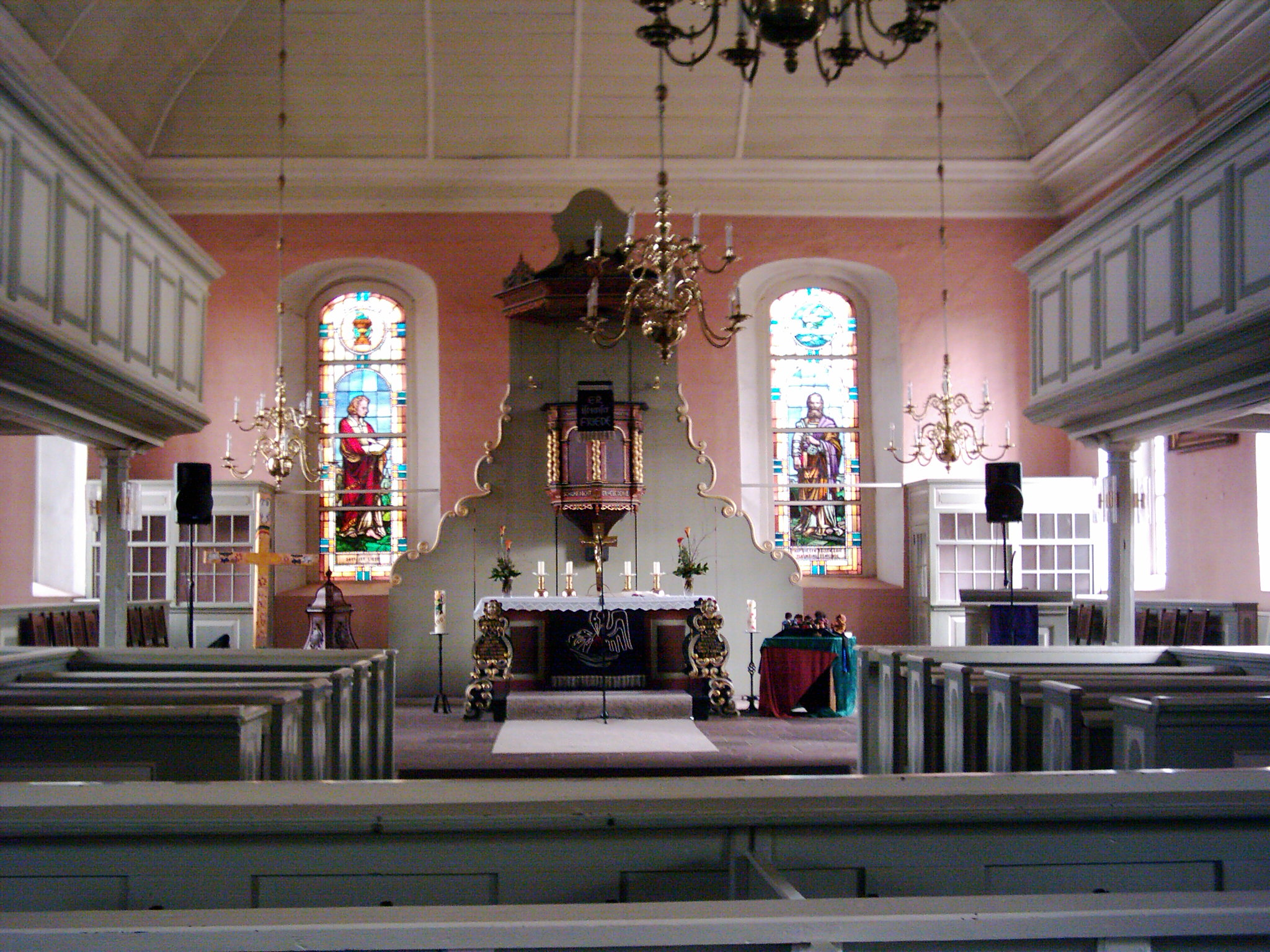
Interieur van deze kerk
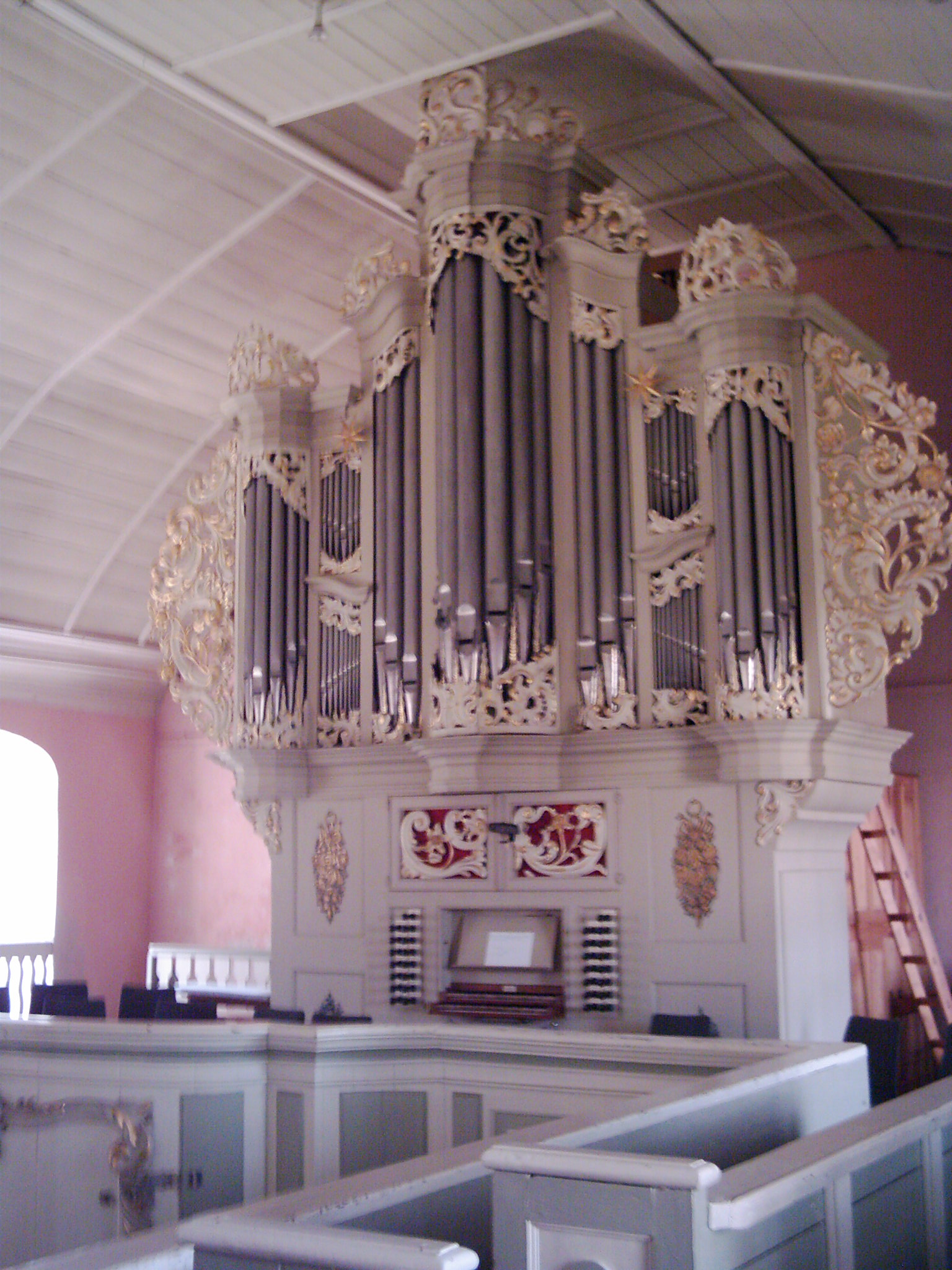
Orgel van deze kerk
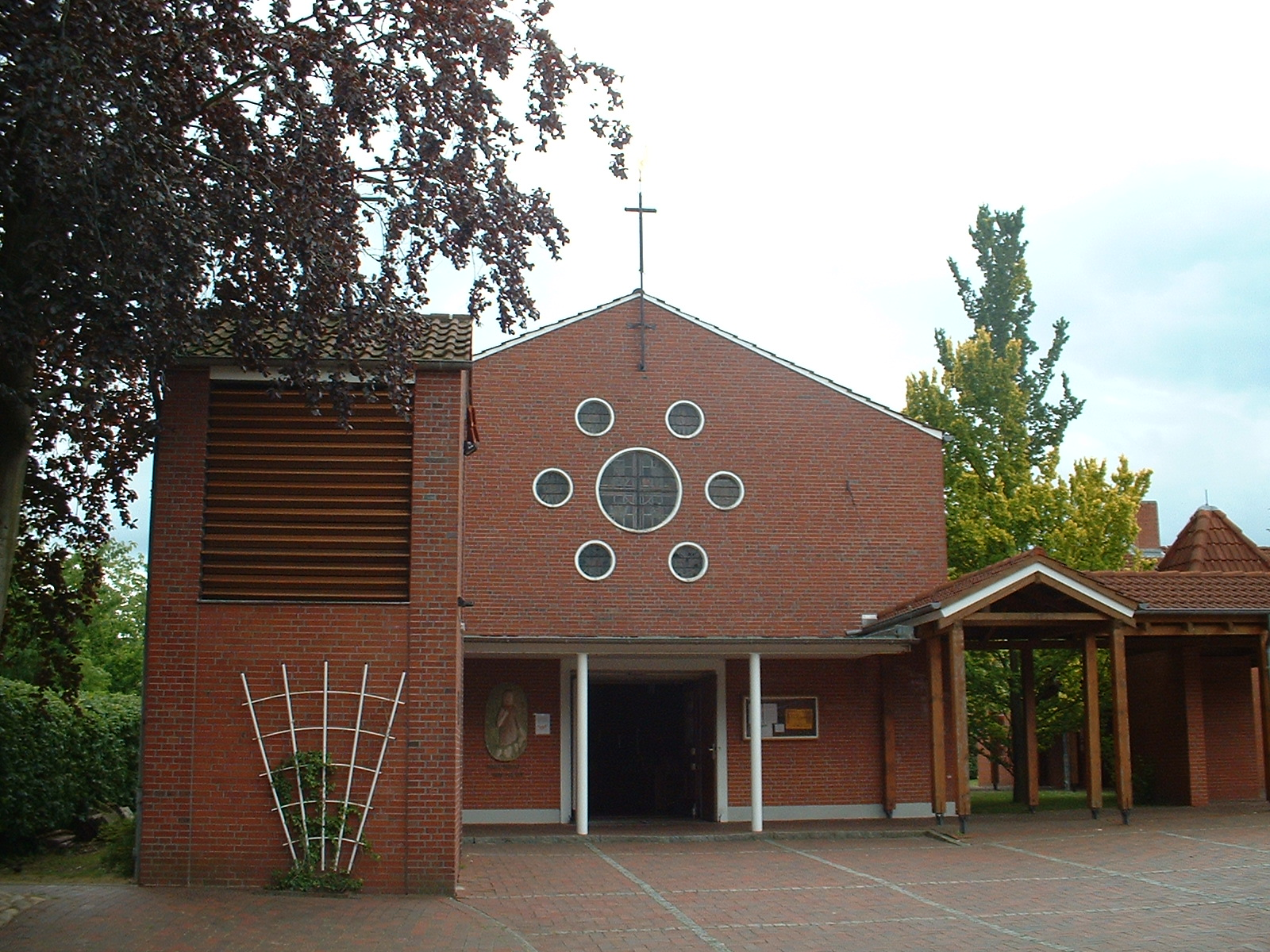
St. Bonifatiuskerk (1954), het belangrijkste rooms-katholieke kerkgebouw te Wittmund

Zie ook: Lijst van historische kerken in Oost-Friesland
- Kerk van Ardorf
- Sint-Dionysiuskerk (Asel)
- Maria-Magdalenakerk (Berdum)
- Sint-Floriaankerk (Burhafe)
- Sint-Mariakerk (Buttforde)
- Kerk van Carolinensiel
- Sint-Joriskerk (Eggelingen)
- Sint-Floriaankerk (Funnix)
- Cecilia- en Margarethakerk, Leerhafe

De evangelisch-lutherse St.-Nicolaaskerk te Wittmund-stad is gebouwd tussen 1775 en 1777 op de plaats, waar ten minste driemaal eerder een kerk was verrezen. Het orgel is een diverse malen gerenoveerd werk uit 1776 van Hinrich Just Müller.

### Overige

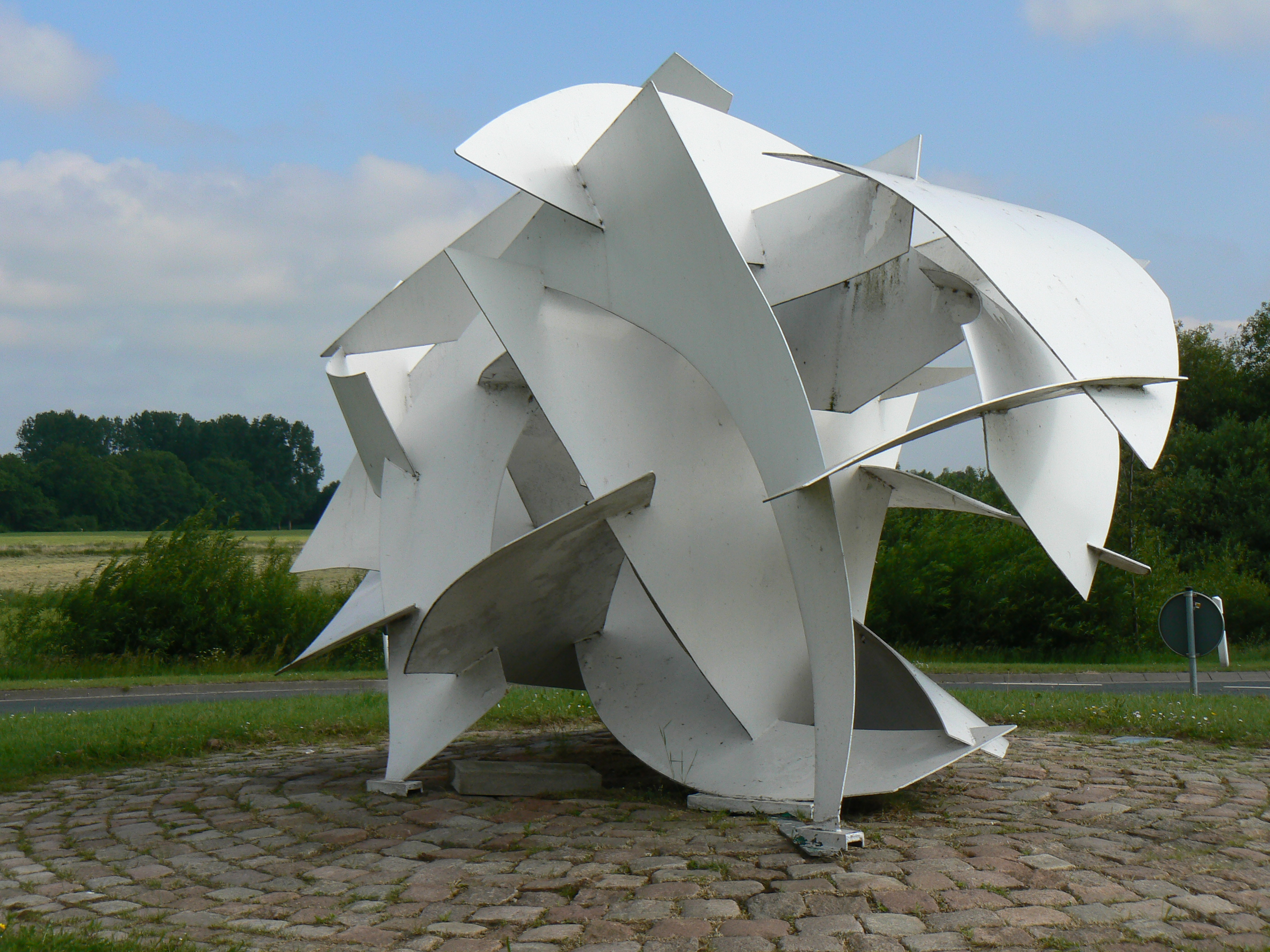
Kunstwerk Welle (Golf) door Andreas Freyer (Skulpturen-Meile)
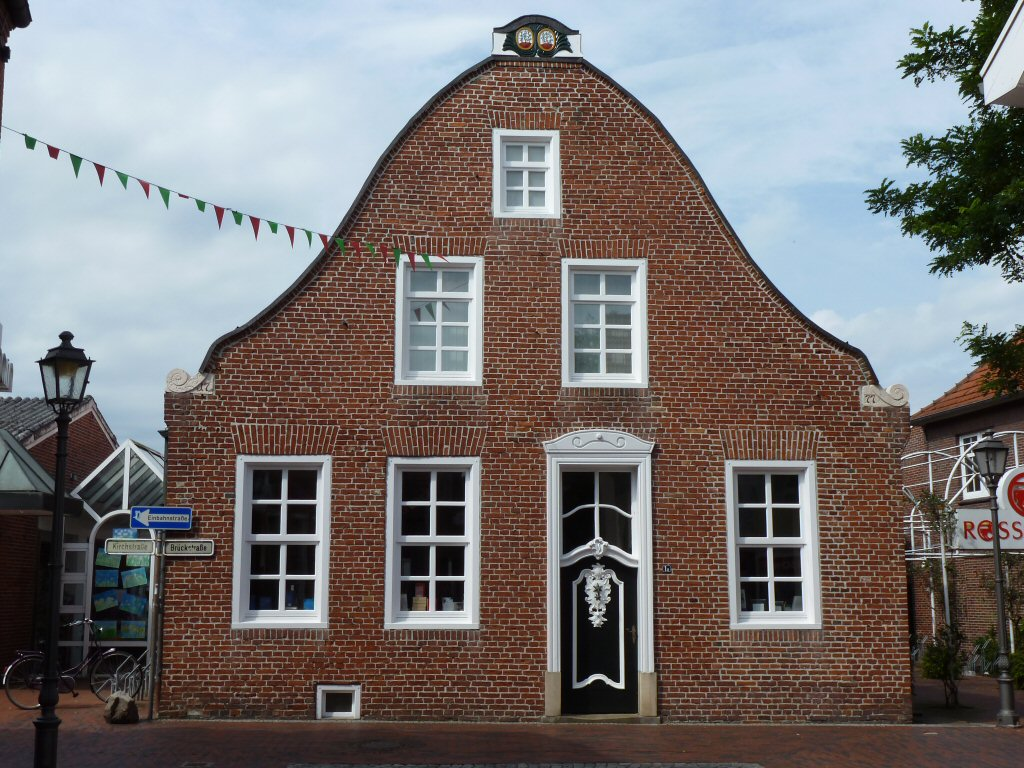
18e-eeuws huis te Wittmund, Brückstraße 1a
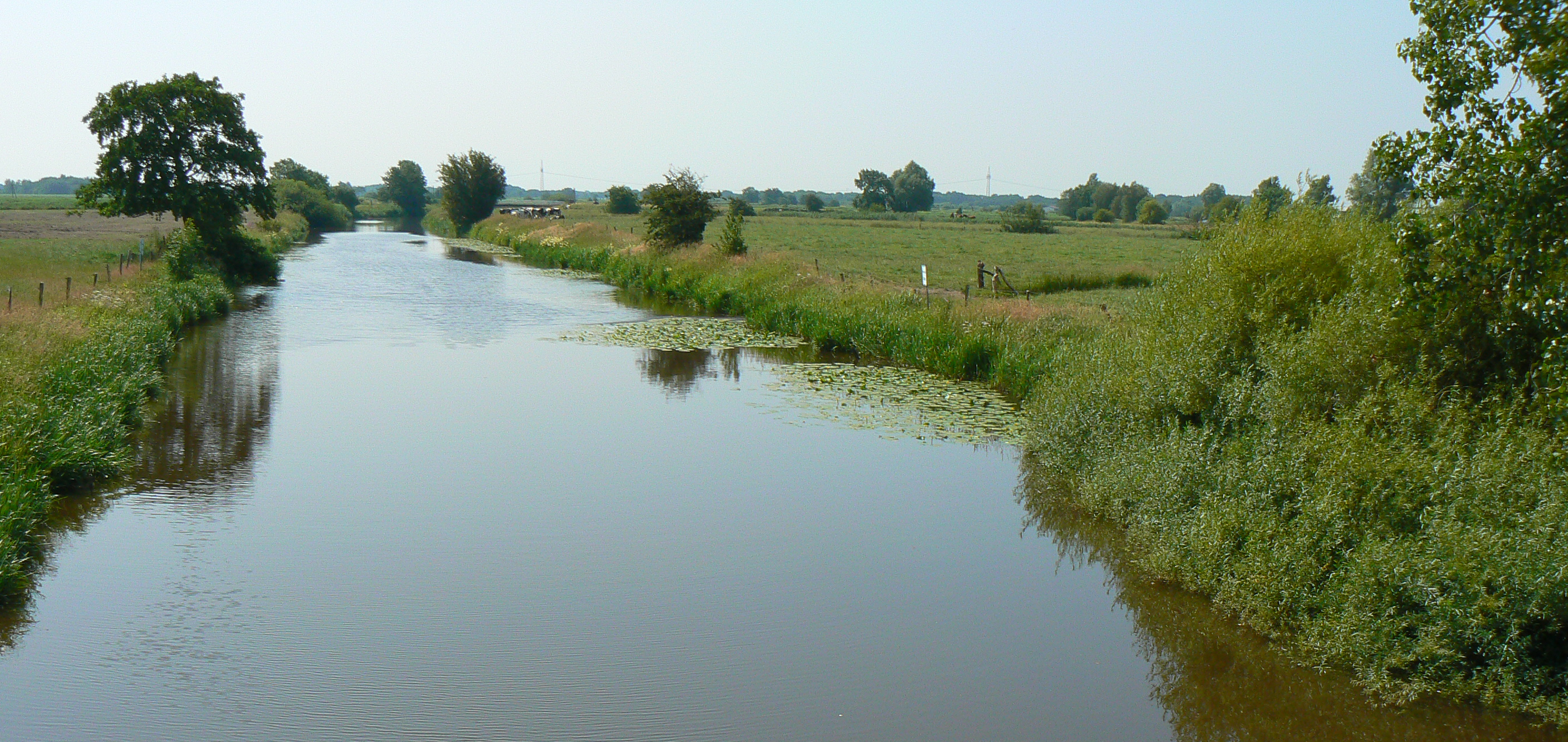
De rivier de Harle
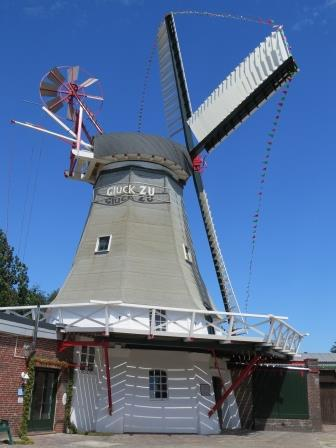
De Peldemühle
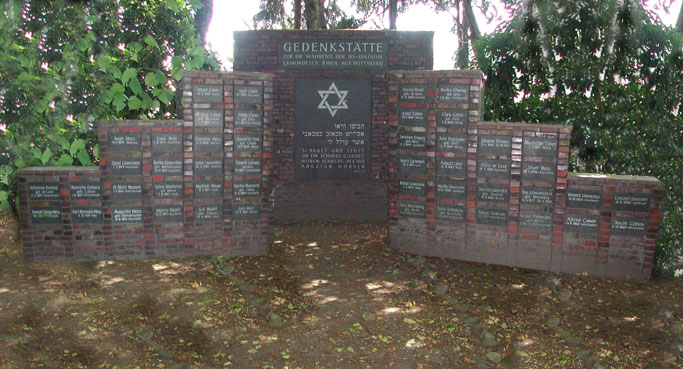
Gedenkteken voor de Joodse slachtoffers uit Wittmund
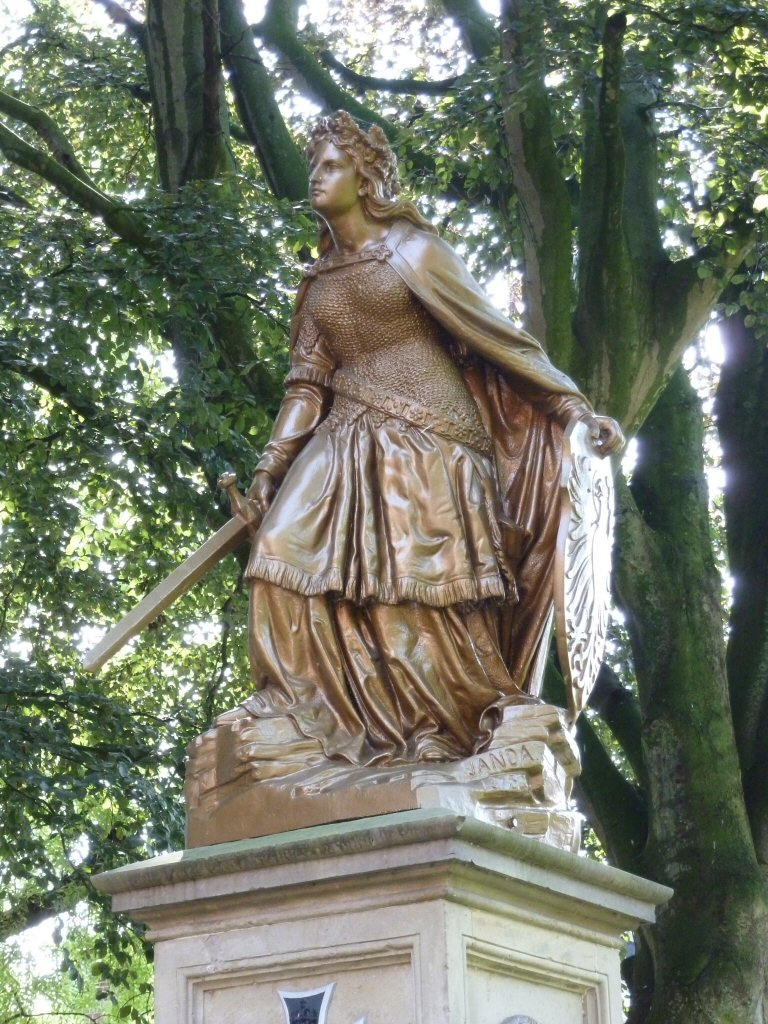
Germania-beeld bij de St. Nicolaaskerk
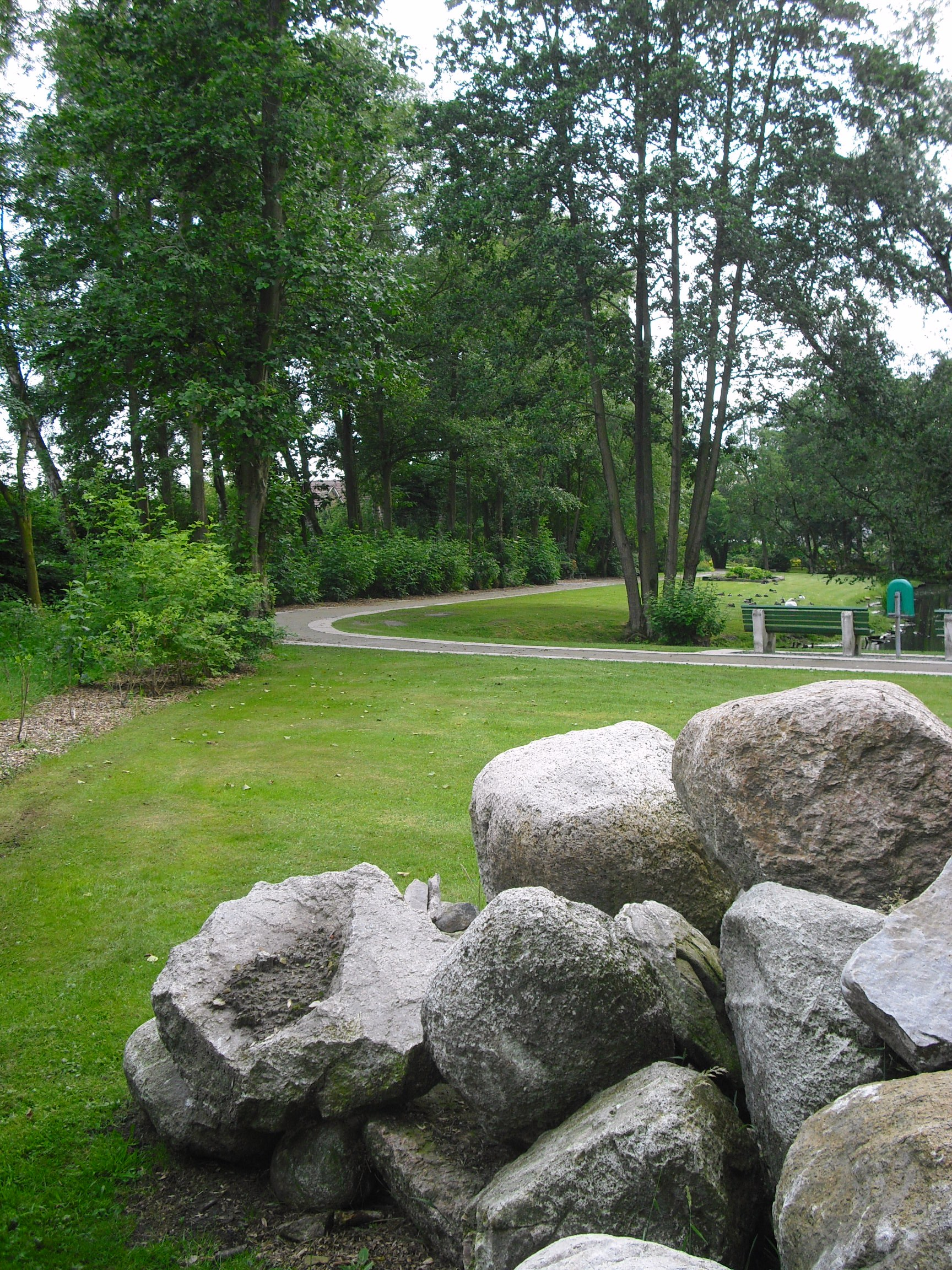
Wittmund, Schlosspark
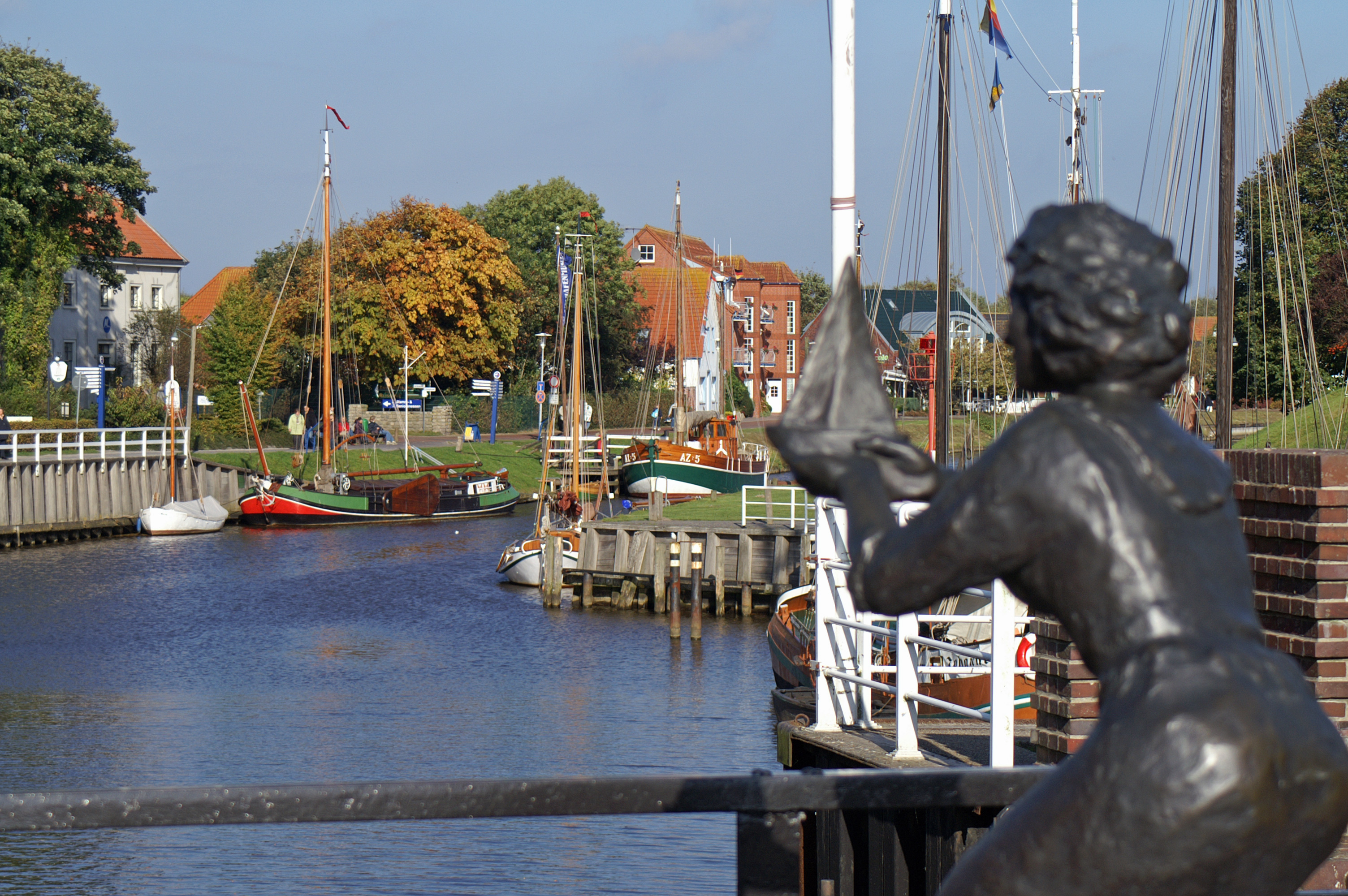
De oude haven van Carolinensiel

- Strandtoerisme en historische museumhaven (Deutsches Sielhafenmuseum Carolinensiel) te Carolinensiel; Carolinensiel en Harlesiel beschikken over enige campings en vakantiehuisjesparken. Deze badplaatsen liggen aan de Waddenzee, zie ook: Nationaal Park Nedersaksische Waddenzee.
- Door de gemeente lopen enige toeristische fietsroutes. Op de Harle kan men kanoën.
- Ook Altfunnixsiel, tussen Funnix en Carolinensiel, is sterk toeristisch; het 5 km ten zuiden van Carolinensiel gelegen dorpje bestaat voor meer dan de helft uit vakantiewoningen en heeft de status van Staatlich anerkannter Erholungsort.
- Aan de zuidgrens van de gemeente, o.a. tussen Leerhafe en Reepsholt, gemeente Friedeburg, is enig bos te vinden, waar men kan wandelen. Ook ten westen van de stad is een boswandeling mogelijk in het Wittmunder Wald, dat door de B 210 van het ten zuiden daarvan liggende militaire vliegveld wordt gescheiden.
- De stad Wittmund heeft veel kunst in de openbare ruimte; zo is tussen 1990 en 2004 een Skulpturen-Meile geheten beeldenroute gerealiseerd met modern beeldhouwwerk, ten dele van de hand of naar ontwerp van bekende beeldhouwers. Te Funnix bevindt zich de beeldentuin van de daar geboren Leonard Wübbena. Omstreden, mede door het nazi-verleden, is het uit 1873 daterende Germania-beeld op het kerkplein van de St.-Nicolaaskerk. Het is een monument voor de Duitse gesneuvelden in de Frans-Duitse Oorlog (1870-71).
- In de stad, o.a. aan de Mühlenstraße, staan enige fraaie, 18e-eeuwse huizen.
- De uit 1741 daterende stellingmolen Peldemühle, ten noordwesten van het centrum van Wittmund, is na restauratie weer maalvaardig. Ze dient echter vooral, samen met een aangrenzend gebouw, als galerie en museum voor hedendaagse kunst van de hand van talentvolle kunstenaars uit de regio. Een soortgelijke molen in Wittmund, de Siuts-Mühle uit 1884, is als restaurant in gebruik.
- In het stadscentrum, bij de Sint-Nicolaaskerk, staat een bescheiden luchtvaart- en techniekmuseum, dat alleen 's zomers geopend is. Het draagt de naam Robert von Zeppelin- und Fliegermuseum. Er zijn vooral modellen van historische luchtvaartuigen te zien, maar ook voorwerpen, die met het drukkersambacht, de sport klootschieten en de fiets te maken hebben.
- Op de locatie van een voormalig kasteel in de stad, waarvan de laatste restanten in 1764 zijn gesloopt, is een stadspark, het Schlosspark aangelegd.

## Politiek
De stad Wittmund wordt bestuurd door de gemeenteraad, bestaande uit 34 gekozen raadsleden, en de burgemeester. De burgemeester wordt gekozen voor een termijn van acht jaar. De burgemeester is ambtshalve lid van de raad.

### Samenstelling van de raad
De raad van Wittmund werd voor het laatst gekozen in 2021. De samenstelling is als volgt:
| Partij/Groepering           | 2021 | 2011 |
| --------------------------- | ---- | ---- |
| CDU                         | 14   | 18   |
| SPD                         | 13   | 12   |
| Freie Wähler Wittmund (BFB) | 2    | 1    |
| Bündnis 90/Die Grünen       | 3    | 2    |
| FDP                         | 2    | 1    |

### Burgemeester
De laatste verkiezingen voor een burgemeester van Wittmund was in 2021. De zittende burgemeester, Rolf Claußen van de CDU, werd weer met grote meerderheid herkozen.

## Media
In Wittmund en de gelijknamige Landkreis verschijnt het dagblad Anzeiger für Harlingerland, die naam verwijst naar de historische naar van de landstreek. Het dagblad was tot 1999 zelfstandig en is sindsdien onderdeel van de Wilhelmshavener Zeitungsgruppe. Het deelt regionaal nieuws met de twee zusterdagbladen Wilhelmshavener Zeitung en Jeversches Wochenblatt. De landelijke en internationale berichten worden aangeleverd door de Nordwest Zeitung uit Oldenburg.

## Belangrijke personen in relatie tot de gemeente

### Geboren in de gemeente
- Ludwig Franzius (* 1 maart 1832 in Wittmund; † 23 juni 1903 in Bremen), waterbouwkundig ingenieur, ontwikkelde correcties in de loop van de Wezer om de haven van Bremen beter bereikbaar te maken voor zeeschepen
- Ludwig Klingenberg (Wittmund, 1840 – 1924), Duits architect, o.a. van het Kreishaus te Wittmund
- Hans-Wilhelm Müller-Wohlfahrt (Leerhafe, 12 augustus 1942), orthopedist en sportarts, bekend geworden als clubdokter van Bayern München
- Leonard Wübbena (Funnix, 16 maart 1946), Duits graficus en beeldhouwer
- Lars Rudolph (* 18 augustus 1966 in Wittmund), bekend Duits acteur; rond zijn 20e popmuzikant in het genre No wave; speelde in 1998 Herr Kruse in de succesfilm Lola rennt, in 2008 de spion Slupor in De brief voor de koning en in 2015 een kioskhouder in Er ist wieder da.
- Henny Reents (* 24 december 1974 in Wittmund), Duits actrice, vooral in tv-films en -series[5]; was in haar jeugd enige tijd balletdanseres aan de Stadsschouwburg te Amsterdam .

### Overigen
- Hinrich Just Müller (Fürstenau, 1740 – Wittmund 13 augustus 1811), Duits kerkorgelbouwer, vooral werkzaam in Oost-Friesland

## Partnergemeente
Wittmund onderhoudt sedert 1990 een jumelage met Barleben in de Duitse deelstaat Saksen-Anhalt.